# 复兴号CR400AF型电力动车组
复兴号CR400AF型电力动车组，是中国铁路复兴号的车型之一，是中国国家铁路集团有限公司向中车青岛四方机车车辆订购的高速铁路动车组。

## 发展历程
2012年开始，中国铁路总公司集合中国有关企业、高等院校、科研单位等展开研制工作。2013年6月，“中国标准”动车组项目正式启动。2013年12月，总体技术条件制定完成；2014年9月方案设计完成。
2015年6月30日，CR400AF和CR400BF样车正式下线，并于当天一同在中国铁道科学研究院环形试验基地正式展开试验工作。同年11月18日，CR400AF和CR400BF在大西客运专线进行了整车冲高试验，在大西客运专线阳曲西-原平西段达到385km/h的最高速度。
2016年7月起，CR400AF样车和CR400BF样车一起进行综合试验，在郑徐客运专线从时速200公里逐级提速至时速420公里。于7月15日，中国标准动车组成功实现了时速420公里两车交会及重联运行的目标。这是世界上首次实现拟运营高铁动车组列车时速420公里交会和重联运行。
2016年8月15日上午6时10分，由中国标准动车组承运的G8041次列车，车型为CR400AF-0207和CR400BF-0503重联（当时编号CRH-0207+CRH-0503），从大连北站出发，沿哈大高铁开往沈阳站，这是中国标准动车组首次载客试运行。
2017年1月3日，国家铁路局向中车青岛四方机车车辆股份有限公司颁发了中国标准动车组型号合格证和制造许可证，型号定为CR400AF。
2017年6月25日，中国铁路总公司总经理陆东福在北京动车段宣布中国标准动车组定名为“复兴号”，并于6月26日上午从北京南站和上海虹桥站同时对开首发。
2017年7月27日，根据中国铁路总公司安排，复兴号CR400AF、CR400BF动车组在京沪高铁开展了时速350公里实车、实重和实速检验检测、可行性研究和运营安全评估，并组织两院院士、铁路专家进行了评审咨询。此次试验活动共计300余人参加。通过全面系统的科学论证和综合评估，京沪高铁满足设计时速每小时350公里的运营要求。待2017年9月21日京沪高铁实施新的列车运行图后，复兴号动车组将按时速350公里正式上线运营。
2018年6月16日，CR400AF长编组“CR400AF-A”正式投入运营。
2018年9月，首列17节编组的CR400AF-B下线，并在同月赴北京环铁基地进行各项静态和低速试验。CR400AF-B型于2019年1月5日起在京沪高速铁路上线运行，担当G9/16次列车。

## 車輛構造

### 外觀
CR400AF的外观由英国普睿谷（Priestman Goode）设计公司设计。列車的車體採用鋁合金製，车体涂装大致使用银色底色，車窗黑色塗裝並在車窗下采用红色线条搭配，在先头车侧面的红色线条处理上则采用类似于箭头的设计，与CRH3C、CRH380B相似。另外，两先头车正面会设中国铁路路徽，侧面均会设CR标志以及魏碑字“复兴号”的标识。
在CR400AF型头尾两端均设有重联控制系统和自动开闭式车钩盖供列车重联。为实现统一标准而降低成本，本系列车型均采用外懸式塞拉门。另外，转向架部分不完全覆盖而下面露出，在車体連結部分的外风挡采用了压缩式的风挡结构，并在车身间配备减震器。
值得一提的是，CR400AF的2列样板车（0207和0208）采用白色底色搭配侧窗上方蓝色线条的涂装，因此该涂装被铁路迷昵称为“蓝海豚”。而从2001起则采用量产车使用的涂装。另外，样板车駕駛室在先头车侧面未像量产车一样设有窗户。而在量产车涂装定型以及定名后，2列样板车并未改变成量产车的涂装，而是在原有涂装上在先头车正面加上中国铁路路徽以及在先头车侧面加上“复兴号”和“CR”标志。直至2019年1月，两列样板车已改为量产车一样的涂装。
另外，CR400AF智能动车组系列（AF-C、AF-Z、AF-AZ、AF-BZ、AF-S、AF-BS以及AF-AE）列车的头型采用类似CRH380A流线型造型，与其它型号的CR400AF系列不同。並採用“瑞龙智行”特別主題塗裝，灵感来源于中国传统文化的“龙凤图腾”以及“舞龙”“飞凤”等意象，另外，CR400AF-Z系列、CR400AF-S系列、CR400AF-AE所使用的魏碑字“复兴号”的标识使用金色以做區別。
2020年之后新造的CR400AF系列列车在出厂时增设司机室侧门，以增加司機輪值乘降效率，也提高商務座旅客的私密性。
2022年9月22日，第二列“全球領先的高速綜合檢測列車”CR400AF-J-0002交付試運，頭型沿用普通型CR400AF車頭造型。該車為原四方研製時速400公里跨國互聯互通高速動車組樣車平台，有別於CR400BF-J-0001當中“高速綜合檢測列車”字體使用魏碑字，CR400AF-J-0002所使用的“高速綜合檢測列車”字體改為隸書體。由於車體空間有限，因此“CR”标志由頭車尾端連接處改為車門與後艙間，司機室窗戶與司機室側門設計“鐵科院”标志，車體上方、車廂連接端與車頭設計“警戒黃”以供識別。
2024年2月上線的CR400AF-G-0021，為前時速400公里跨國互聯互通高速列車組樣車，外觀頭型與內裝皆與普通版CR400AF量产车相同，與同為前時速400公里跨國互聯互通高速列車組樣車CR400BF車系採用特色頭型不同，後於試驗結束後換上標準軌單一軌距的轉向架投入營運，該列車現用於京哈客運專線之標竿車次（G963/964、G907/912次）。
- 旧涂装CR400AF-0207经由京九铁路回送至北京西站（摄于2017年3月13日）
- 新涂装CR400AF-2031经由京九铁路回送至北京西站（摄于2018年5月6日）
- CR400AF-Z-2252经由京九铁路回送至北京西站（摄于2021年6月26日）
- CRH380A与CR400AF-Z在太原南站（摄于2024年3月26日）
- CR400AF-BZ-2249上的金色魏碑字“复兴号”标识
- 2020年之后新造的列车头车设有独立的司机登乘门（拍摄列车为CR400AF-G-2216）
- CR400AF-G-0021的侧面不单设司机登乘门，与其他三列AF-G不同
- 搭載LKJ-2000列控裝置的2186、2187兩端頭車之觀光區後方區域窗戶改為小窗戶

### 动力配置
较和谐号CRH380A型电力动车组采用6M2T、14M2T（CRH380AL）相比，CR400AF系列动车组参照了CRH380B系列的动力配置方式，与同时期的CR400BF系列动车组动力配置方式一致。在8节编组下，带受电弓或者带驾驶室的车辆均为拖车。16节编组则在列车中部第8、9号车厢为拖车，17节编组则会在另一端的驾驶室车辆附近另外设置一辆拖车。
CR400AF系列可通过不同动力单元的组合，实现灵活编组，满足不同的客流需要，现时CR400AF系列拥有8节、12节、16节以及17节编组配置：
- AF、AF-C、AF-Z、AF-G、AF-S：采用8辆编组，4动4拖的统一动力配置形式，由2个基本动力单元组成。
- AF-2808：采用12辆编组，5动7拖的统一动力配置形式，由3个基本动力单元组成。
- AF-A、AF-AZ、AF-AE：采用16辆编组，8动8拖的统一动力配置形式，由4个基本动力单元组成。
- AF-B、AF-BZ、AF-BS：采用17辆编组，8动9拖的统一动力配置形式，由4个基本动力单元组成。

根据车型适应性及后续改进，CR400AF系列动车组登场后亦衍生了不同类别的型号，其中AF-G為CR400AF型的高寒型號，AF-C、AF-Z、AF-AZ、AF-BZ為CR400AF型的智能型號，其中AF-C為京雄城際專用自駕智能型，其餘智能子型號為中國高鐵網絡智能型。

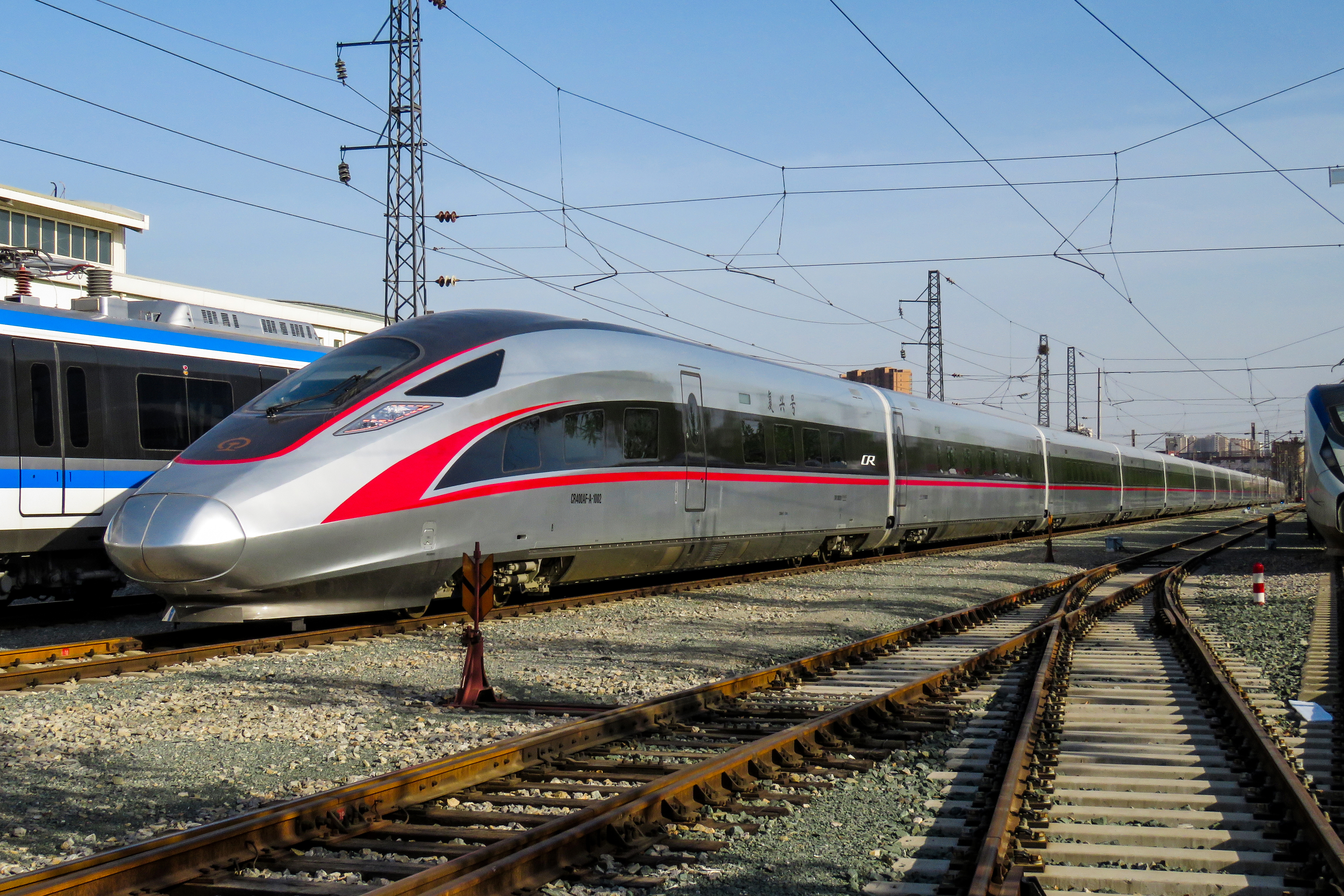
16节编组的CR400AF-A
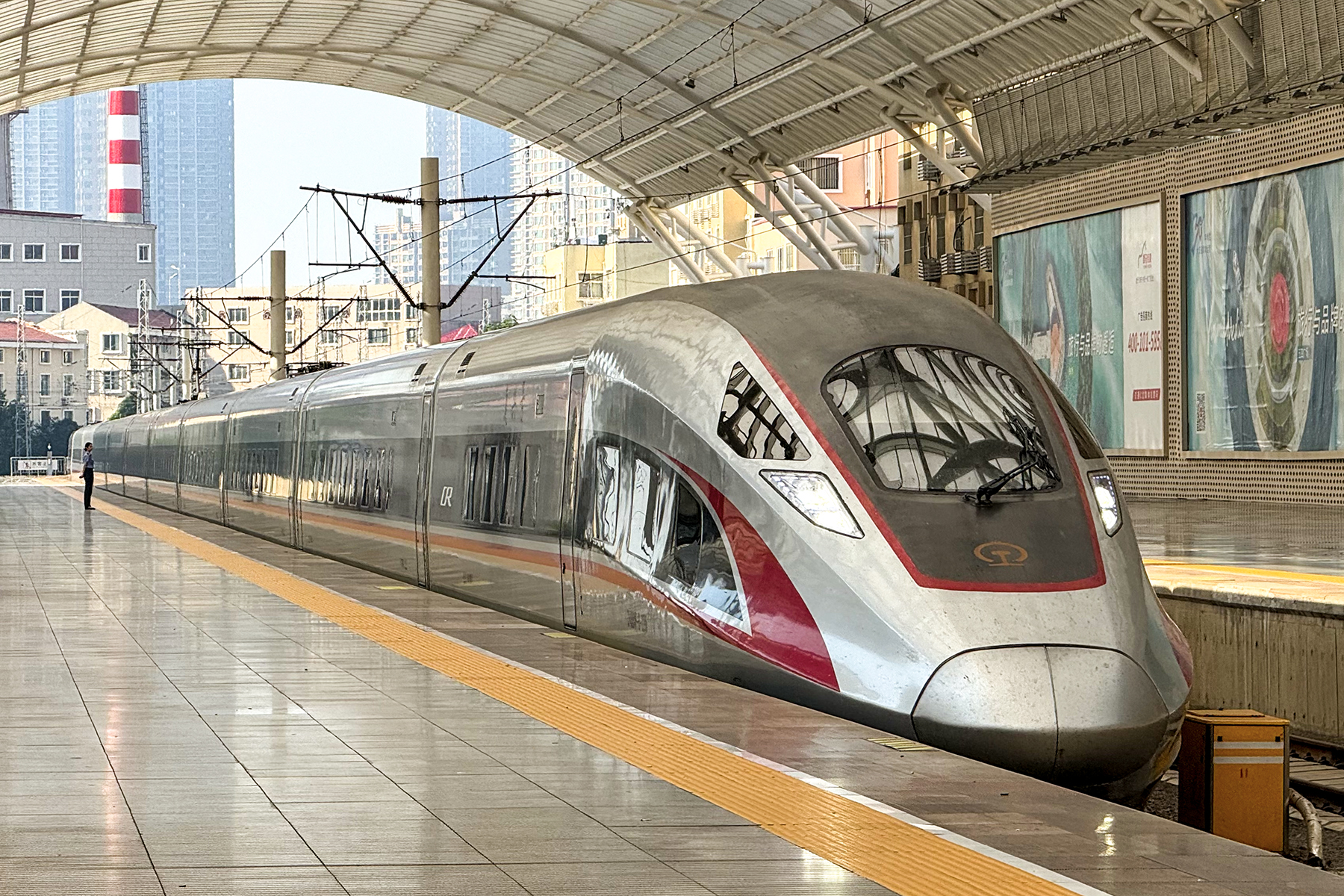
17节编组的CR400AF-B
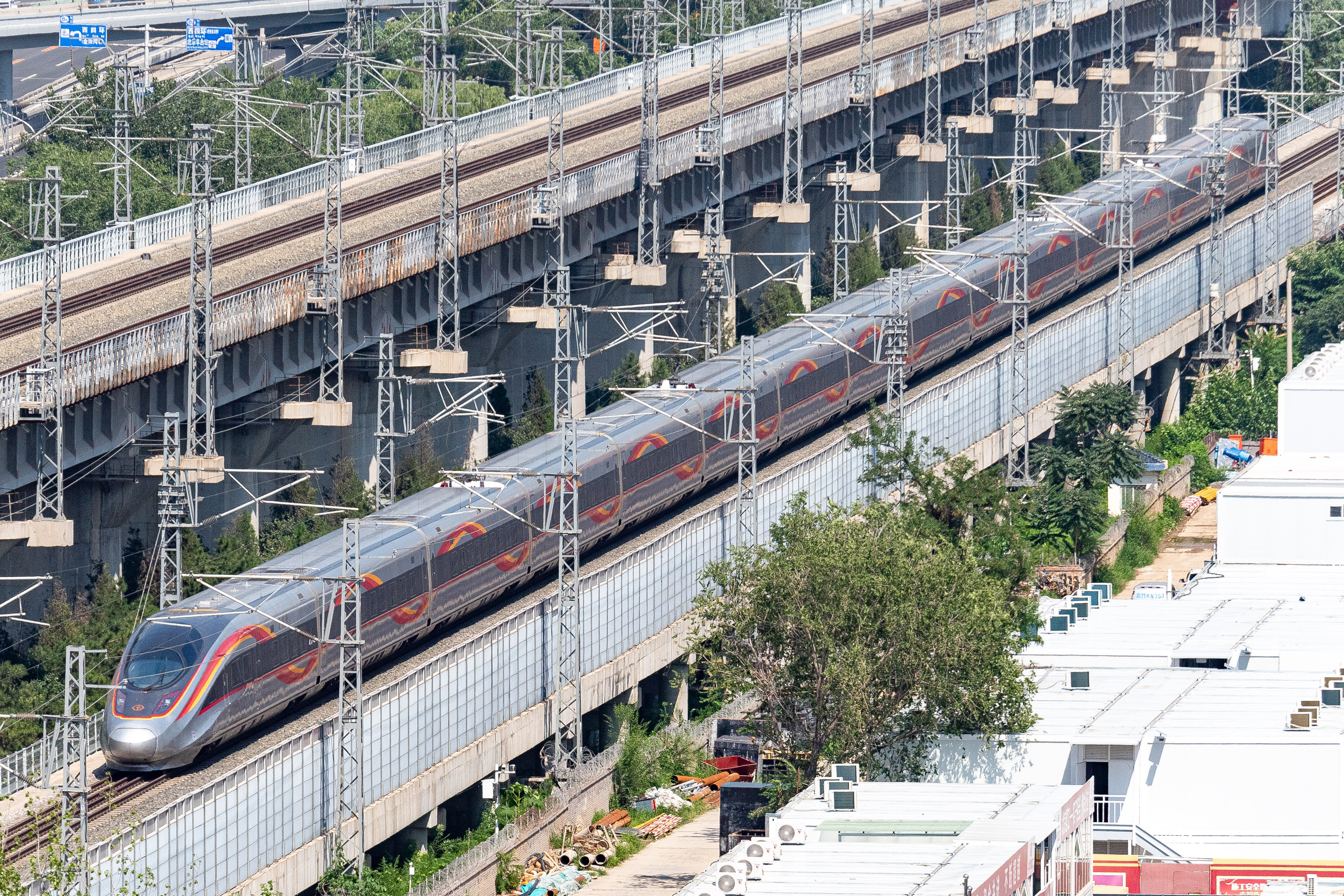
16节编组的CR400AF-AZ，頭型與CR400AF-C相同
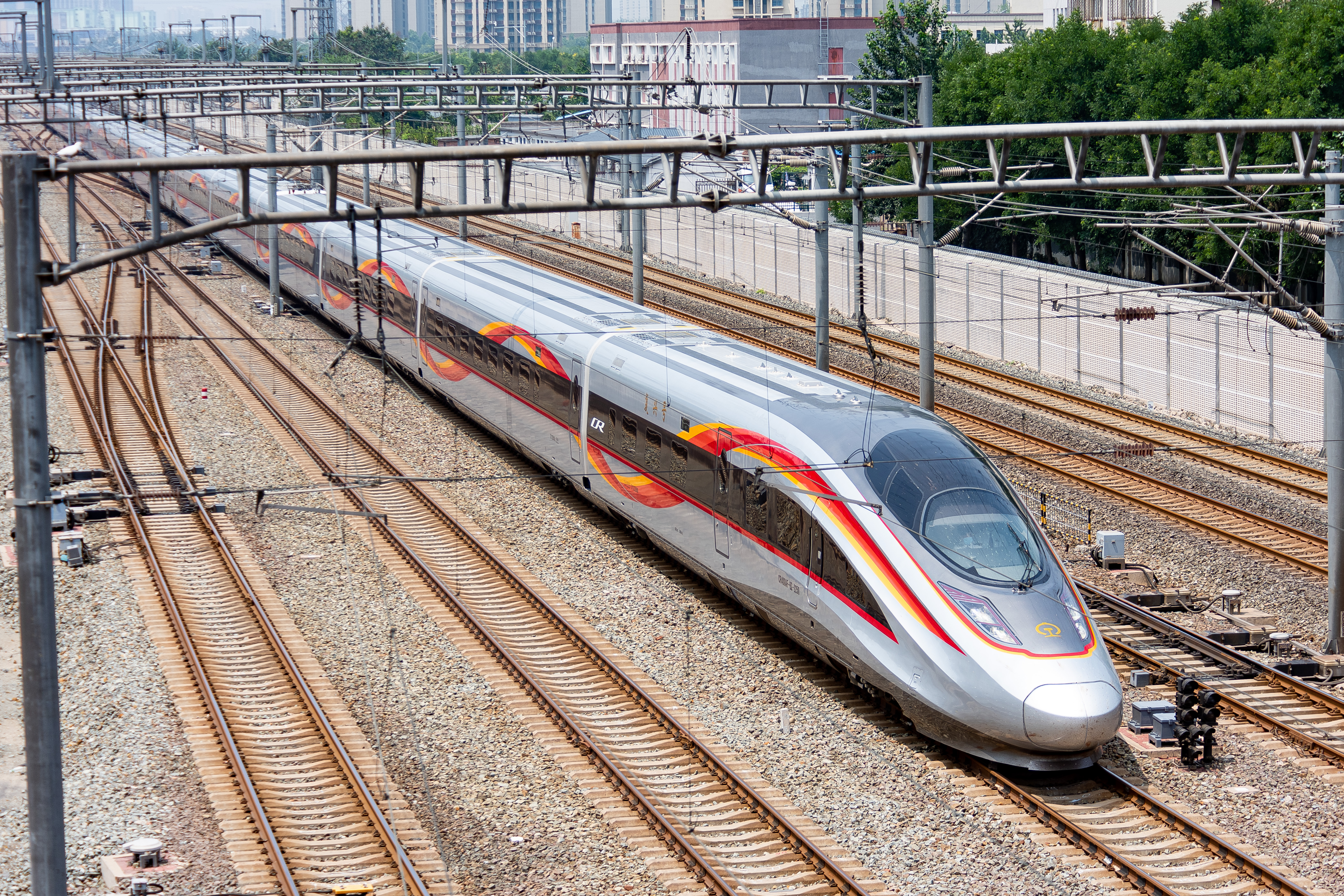
17节编组的CR400AF-BZ，頭型與CR400AF-C相同
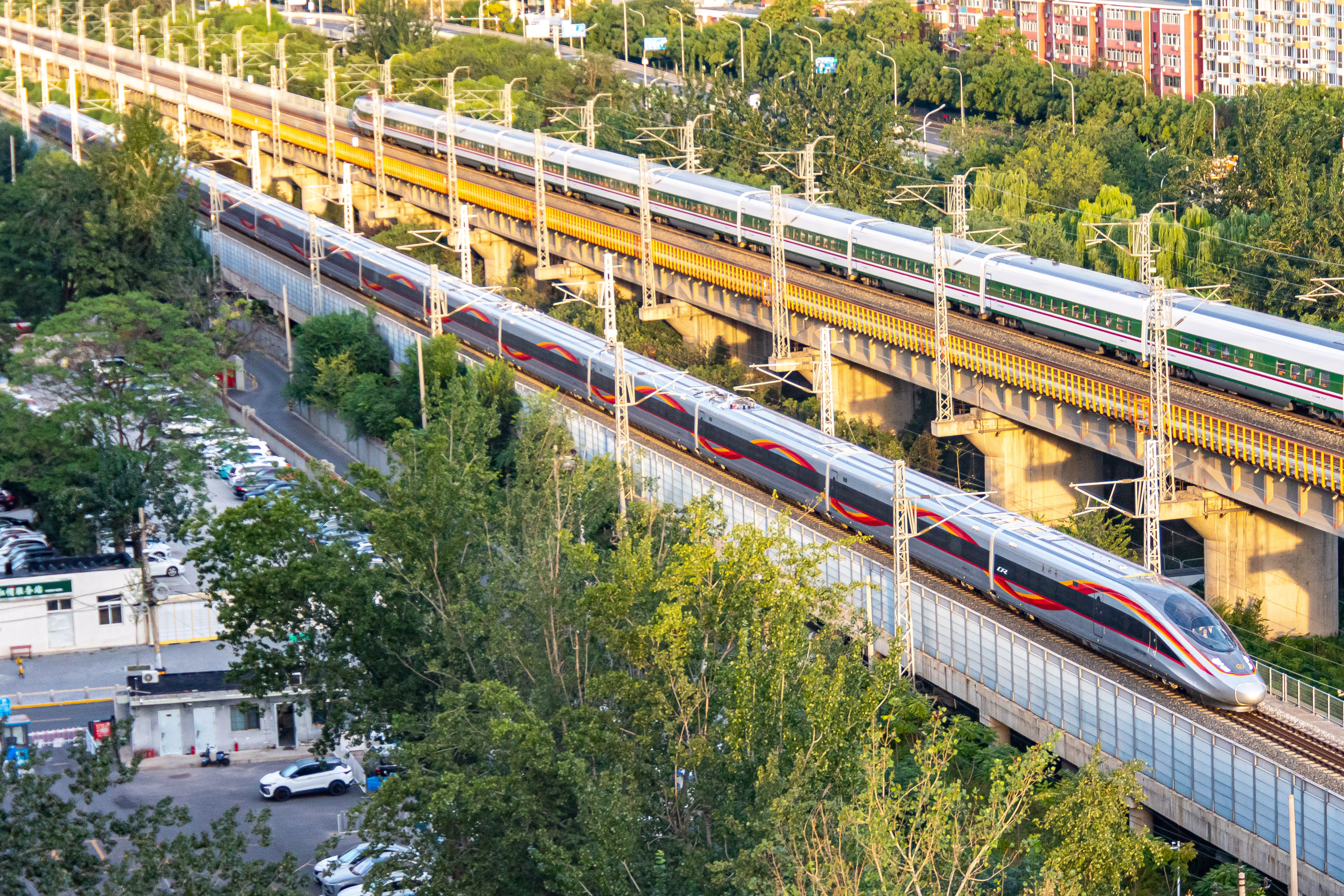
臥鋪型的CR400AF-AE，外觀及編組與CR400AF-AZ相同，但除頭尾車廂外其餘車廂皆為軟臥車

### 主要设备

#### 牵引系统
CR400AF的牵引电动机及牵引变流器分别由中车株洲电机及中车时代电气进行生产。整流及逆变环节采用大功率IGBT元器件构成的交-直-交传动牵引系统，通过提高中间直流环节电压，提高效率、降低损耗，改善电动机控制特性，提升单位质量下的牵引输出功率。充分利用元器件性能，在牵引功率基础上显著提高电制动功率。利用移相技术有效控制谐波，保证再生能量的回收质量，降低总能耗。因此，CR400AF在开动及刹车的磁励音较CRH380A型动车组为少。而由于牵引变流器属中车时代电气自主研发，其磁励音较接近以往同厂生产的产品，而非像旧款日立VVVF般发出明显而低沉的磁励音。
值得一提的是，样板车CR400AF-0208、量產車CR400AF-2228～2230以及CR400AF-J-0002「高速綜合檢測列車」采用与CR400BF系列一样的中车永济电机製三相誘導交流牽引電動機YJ302A型，而牵引变流器由铁科院纵横机电提供，其磁励音與CR400BF-Z型智能動車組接近。

#### 制动系统
CR400AF系列动车组采用微机控制的直通式电空制动系统及大容量基础制动装置，具备以整列车进行空电复合控制的能力，可按模式曲线精确控制列车减速或停车。由制动系统实施列车制动力的管理、计算和分配，优化防滑控制逻辑，充分利用黏着及电制动，缩短制动距离，减少盘片磨损。机械制动使用型号为TS588A型粉末冶金闸片，由北京天宜上佳高新材料股份有限公司提供，具有磨耗低、整体寿命长的特点。

#### 控制系统

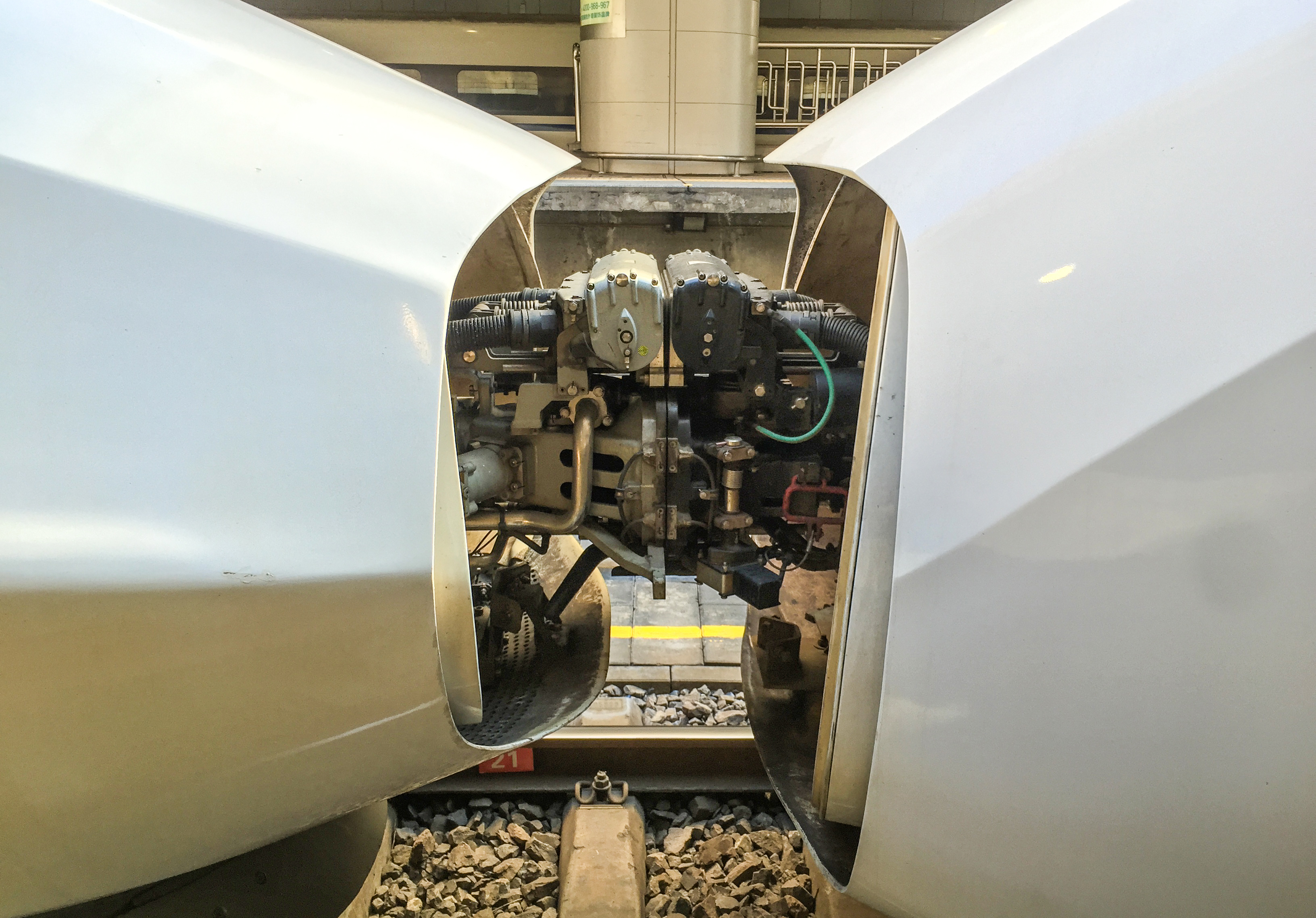
CR400AF-0207（左）与CR400BF-0503（右）重联状态下的车钩，摄于北京西站

CR400AF系列动车组与CR400BF系列动车组一样，均采用了自主开发列车网络控制系统。列车增设诊断以太网加强故障诊断和监测数据的传输，因此可实现不同厂家生产的相同速度等级动车组重联运营，不同速度等级的动车组互相救援。但自复兴号动车组开行至今，除CR400AF样板车以及CR400BF样板车以外，其餘量产车均類似所有和谐号动车组列车一样，仍然维持单一型号动车组重联运营。
另外，CR400AF系列还设有超载限制的功能，当列车超员20%以下的時候，列车仍然可以正常运行。如果超员20%以上，使單一节车廂发出警报时，乘务员将会要求乘客疏散至其他车廂。但如果驾驶室以及各车厢都会报警，乘务员则要求部分乘客下车，並返回车站售票处進行辦理车票改签手续及到候车室換乘其他列车前往目的地。
另外，CR400AF-C的列車自動運行裝置的運行等級為GoA 2-半自動運行（Semi-automatic Train Operation， STO），可实现列車自動運行及停止，但需要駕駛員開關車門和處理突發事件。然而，由於高鐵自駕技術受限因素，ATO系統等自駕功能與輔助自駕系統等相關自駕配備僅於CR400AF-C搭載，並僅限於京雄城際鐵路應用，後續生產如CR400AF-Z系列則取消該設計。

#### 转向架

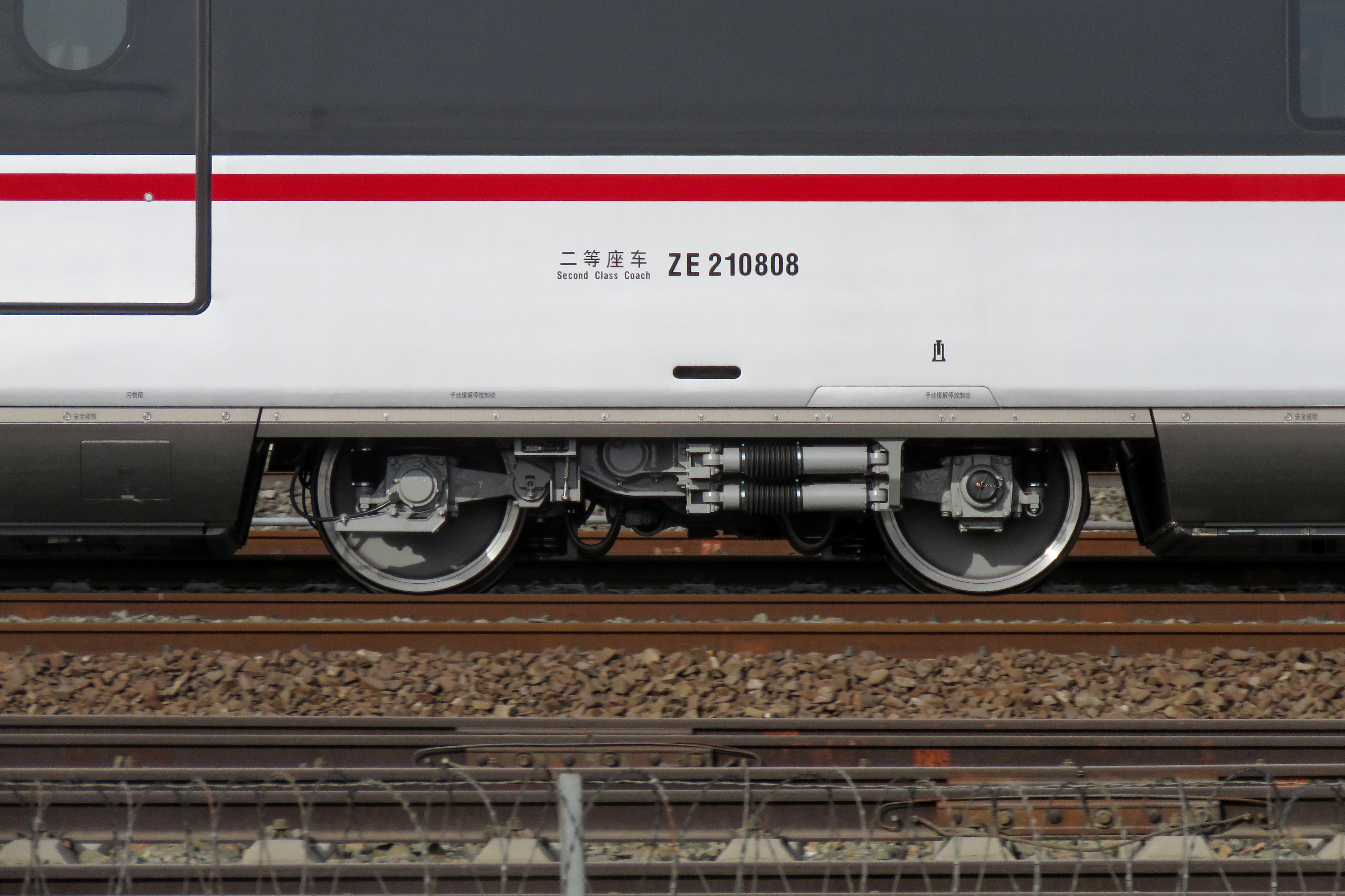
CR400AF-A的转向架

CR400AF系列动车组采用模块化设计的H形构架无摇枕空氣彈簧轉向架，以强化结构及性能的安全冗余设计。统一采用920mm的大轮径及磨耗型踏面，改善轮轨匹配关系，优化转向架两系悬挂参数，降低簧下质量，减轻轮轨动力作用，提高运行稳定性、舒适性及结构安全性。实现轮对等主要部件的统型互换。样车转向架另设有防脱线装置，后期的量产车则取消这种设计。

#### 集电装置及供电系统

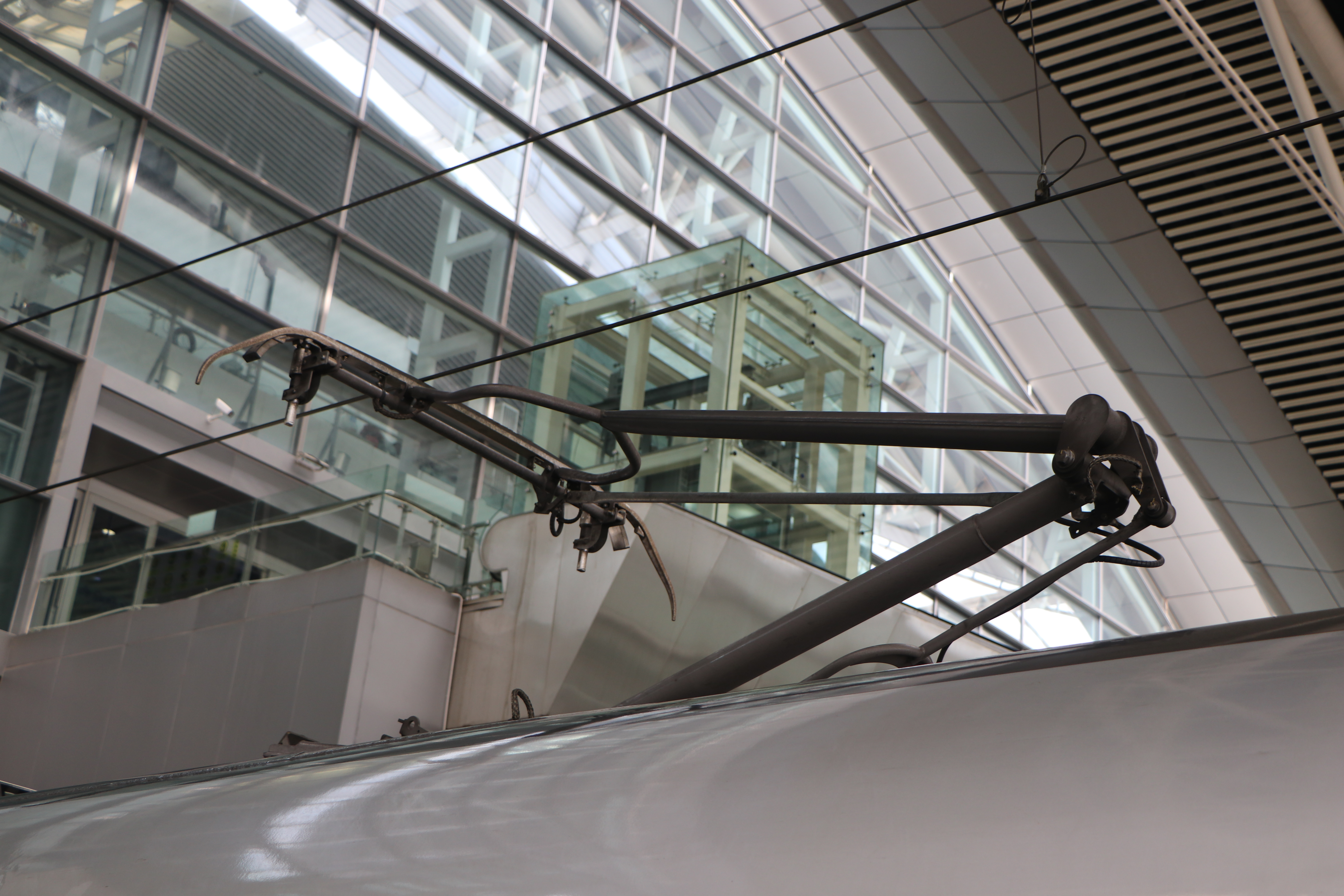
CR400AF-A设于3号车车厢的受电弓

CR400AF型和CR400AF-C型在3号和6号车厢设置受电弓，长编组的CR400AF-A型和CR400AF-B型在3号、6号、11号、14号车厢设置受电弓。一般情况下，短编组在正常运行时是只会使用一个受电弓。至於长编组或短编组重连运行的情況下，则会使用两个受电弓。另外，本型号电联车与上代和谐号CRH380A系列动车组有分別的是，受电弓两侧不再设置大型挡板。
CR400AF系列动车组采用此前曾装备CRH380B/BL系列的CX-PG型主动控制受电弓，由青岛四方法维莱轨道制动有限公司生产，高压设备外绝缘的雷电冲击耐受电压提升至185 kv，采用整体密闭的高压箱结构，除受电弓外，其余高压部件不暴露于运行环境中，以改善高压系统部件的工作环境，提高系统在不同网高和不同环境下的工作可靠性，实现日常运用的免维护。
辅助供电系统则采用中国标准制式的AC380 V/50 Hz辅助供电系统，具有自动平衡负载和冗余供电功能，辅助变流器由牵引变流器中间直流环节供电，实现通过分相不断电、无动力回送/救援工况时自发电功能。研发锂电池直流供电系统，提升单位质量供电能力。

### 内部
CR400AF系列列车均设有商务车、一等座车以及二等座车。其中二等座椅间距为1020mm，座位设于左右3+2排中间为过道。一等座椅间距为1160mm，座位设于左右2+2排中间为过道。商务车在所有系列中均会在头车两端驾驶室后部设有5个座椅，而在长编组系列中则会设有一个全部为商务座席的车厢。AF-C-2214、AF-AZ、AF-BZ、2023年11月前出厂的AF-Z型商務座椅採用飛機商務艙反魚骨式配置，座位設於左右1+1排中間為過道。8节编组的AF型会在5号车厢设置吧台，16、17节编组的AF型则在9号车厢设置吧台，16节编组臥鋪的AF-AE型则在8号车厢设置吧台。
另外，8节编组的AF型在4号车厢、16、17节编组的AF型在8号车厢设有储物间，以配合承担高铁快运业务；上述车厢均会设有供轮椅人士使用的轮椅专用区，並配有安全带用以稳固轮椅（专用区位置设置在大件行李摆放区处，需要折叠下方的行李架方可使用），而在轮椅专用区旁边即为无障碍洗手间。
本系列在所有座席均设有220V-50Hz的电源插座，其中一等座席和二等座席席位还加设USB插座。所有车厢均会设置16：9显示屏提供铁路资讯及旅客信息。為了能夠提醒旅客到站，在通道門上方設置發光二極體（LED）旅客列車資訊顯示板，可顯示列車沿途停靠站、铁路宣传资讯、列車到站提示、抵站的室外温度以及列車的時速等資訊。另外，所有列车车厢均会设置监控摄像头以加强保安。
此外，部分运行于京雄城际铁路的CR400AF型动车组，其二等座车改为2+2的布置，通道宽度从530毫米增加到了1010毫米。同时在所有车厢增设多个大件行李区以满足北京大兴国际机场的运营需求。

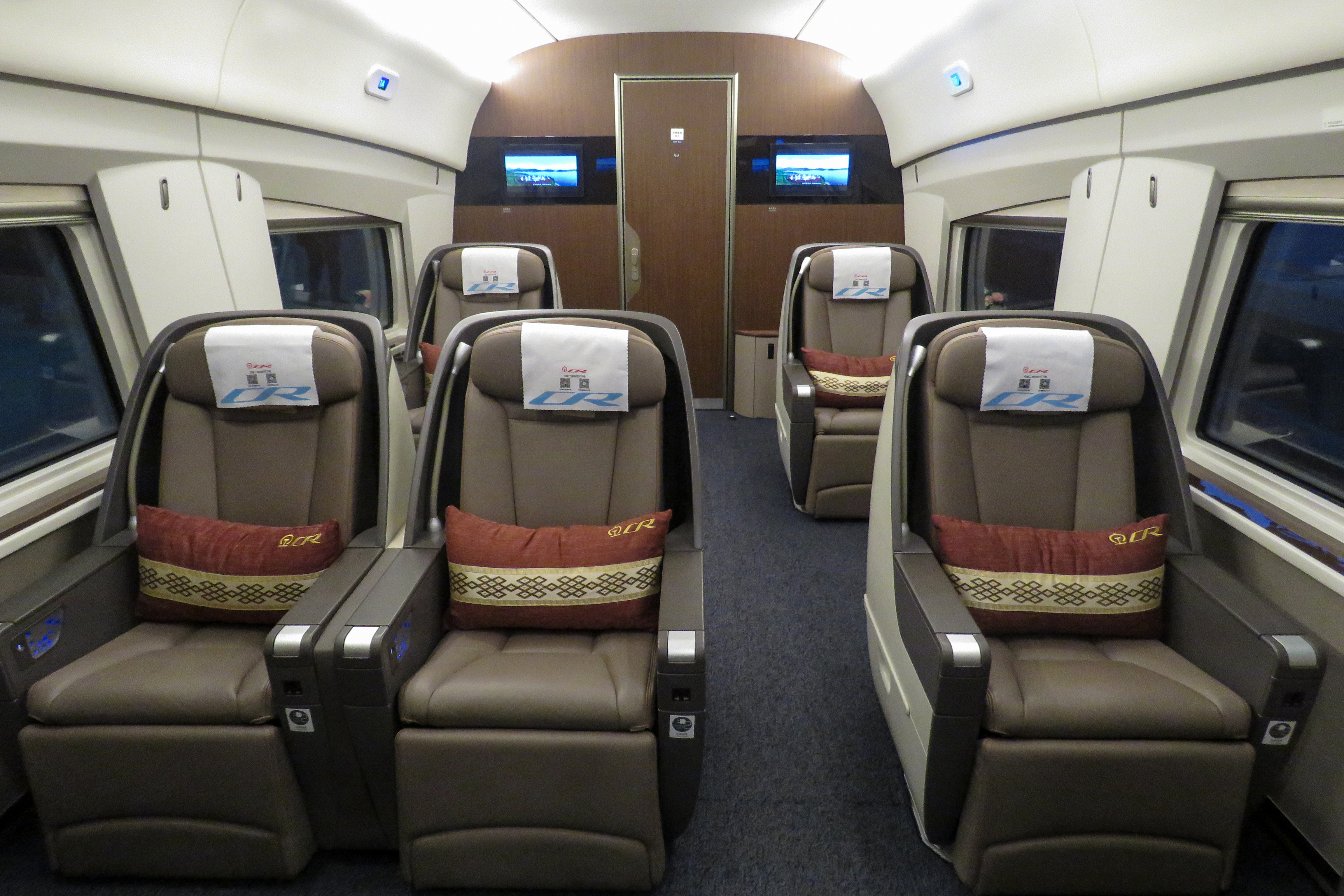
CR400AF的商务座
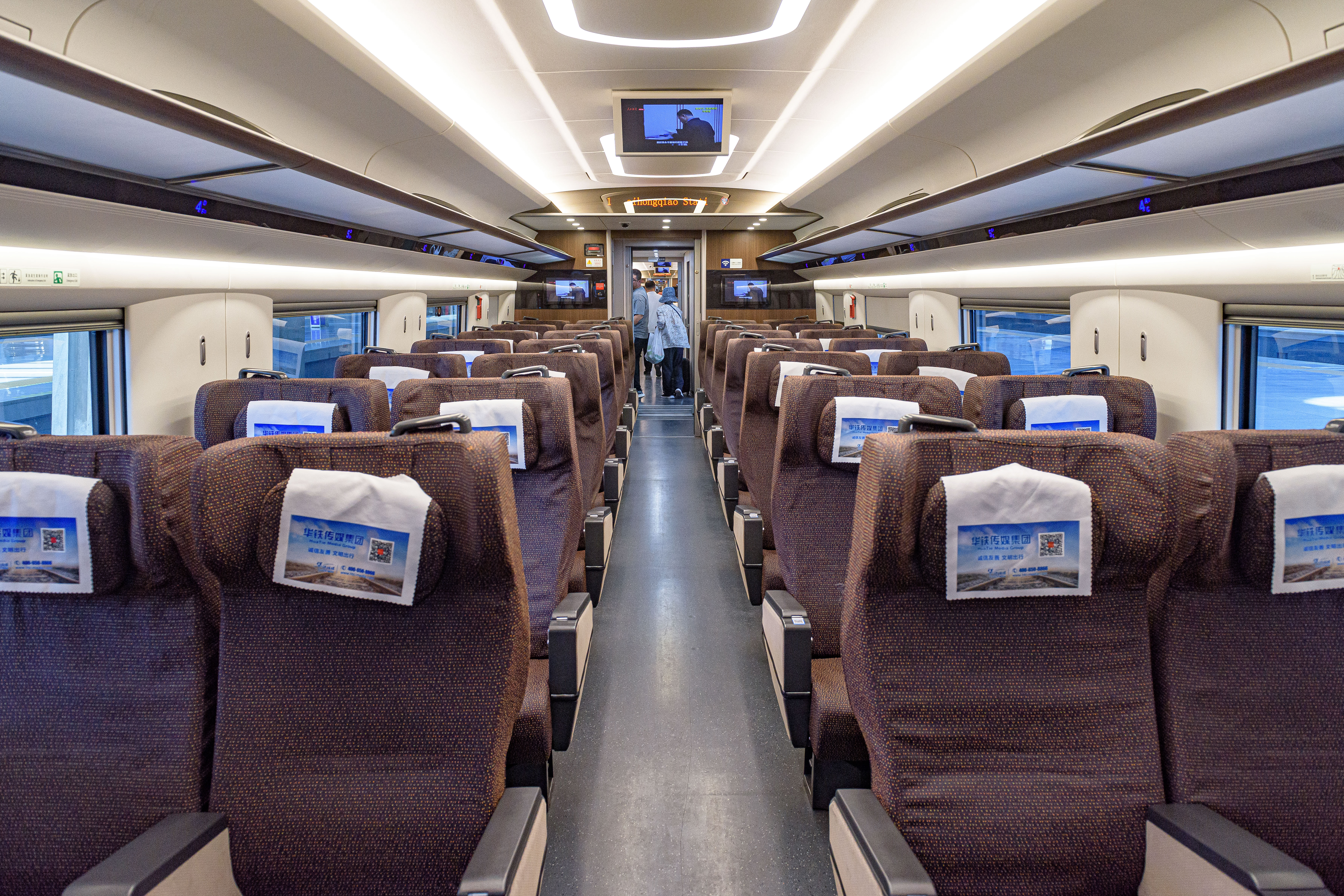
CR400AF的一等座
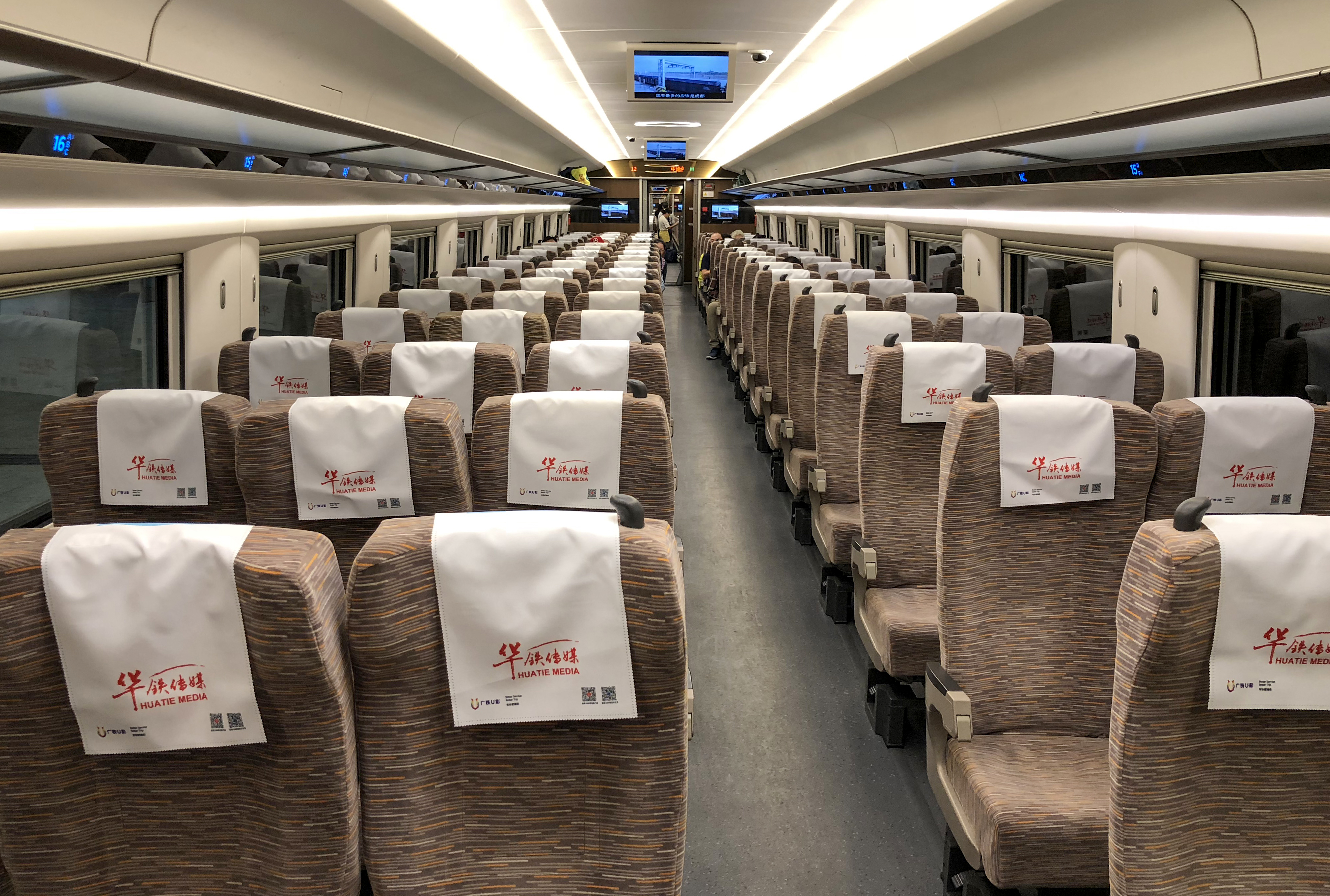
CR400AF的二等座
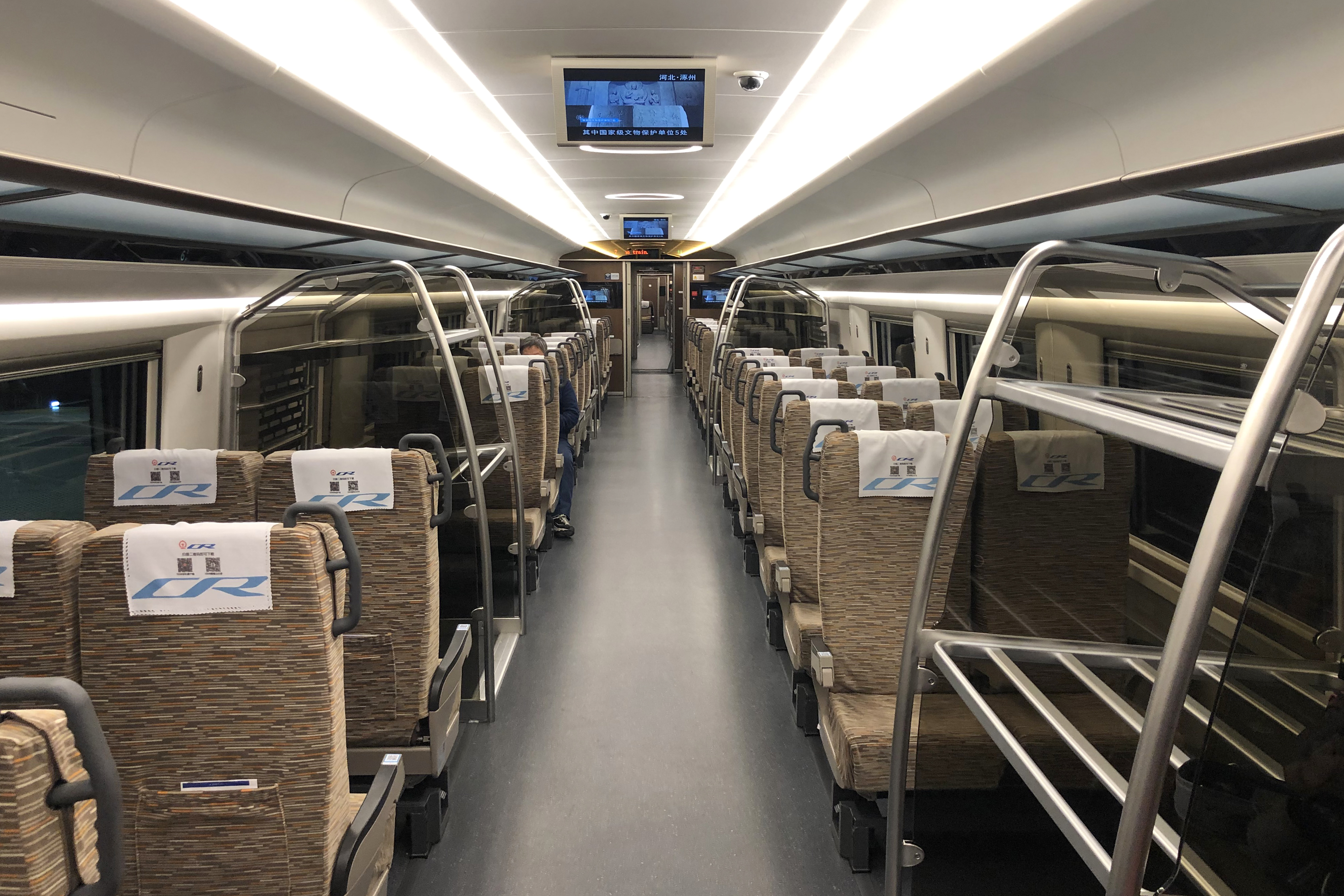
京雄城际铁路专用的CR400AF的二等座，布置为2+2
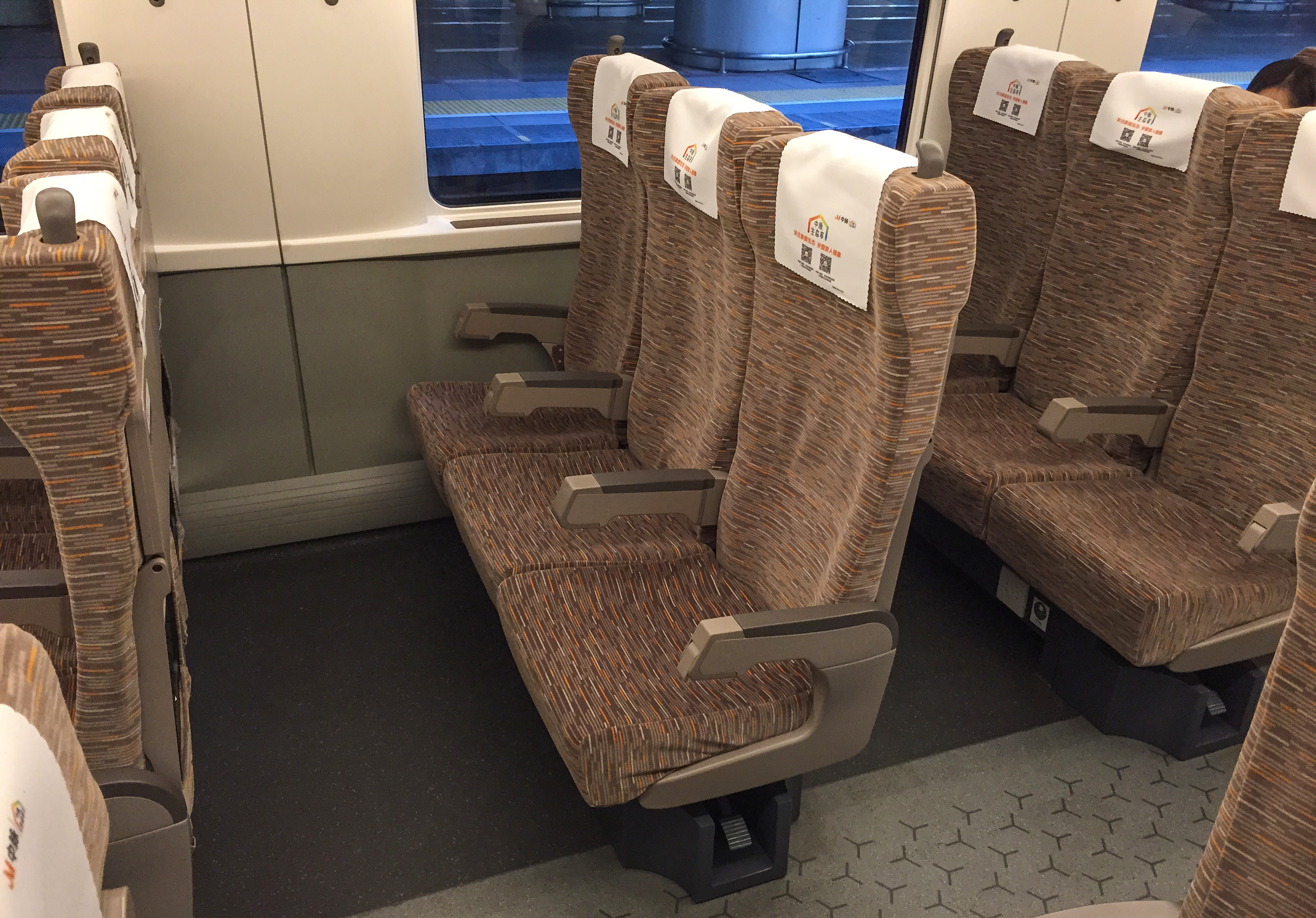
CR400AF二等座的座椅
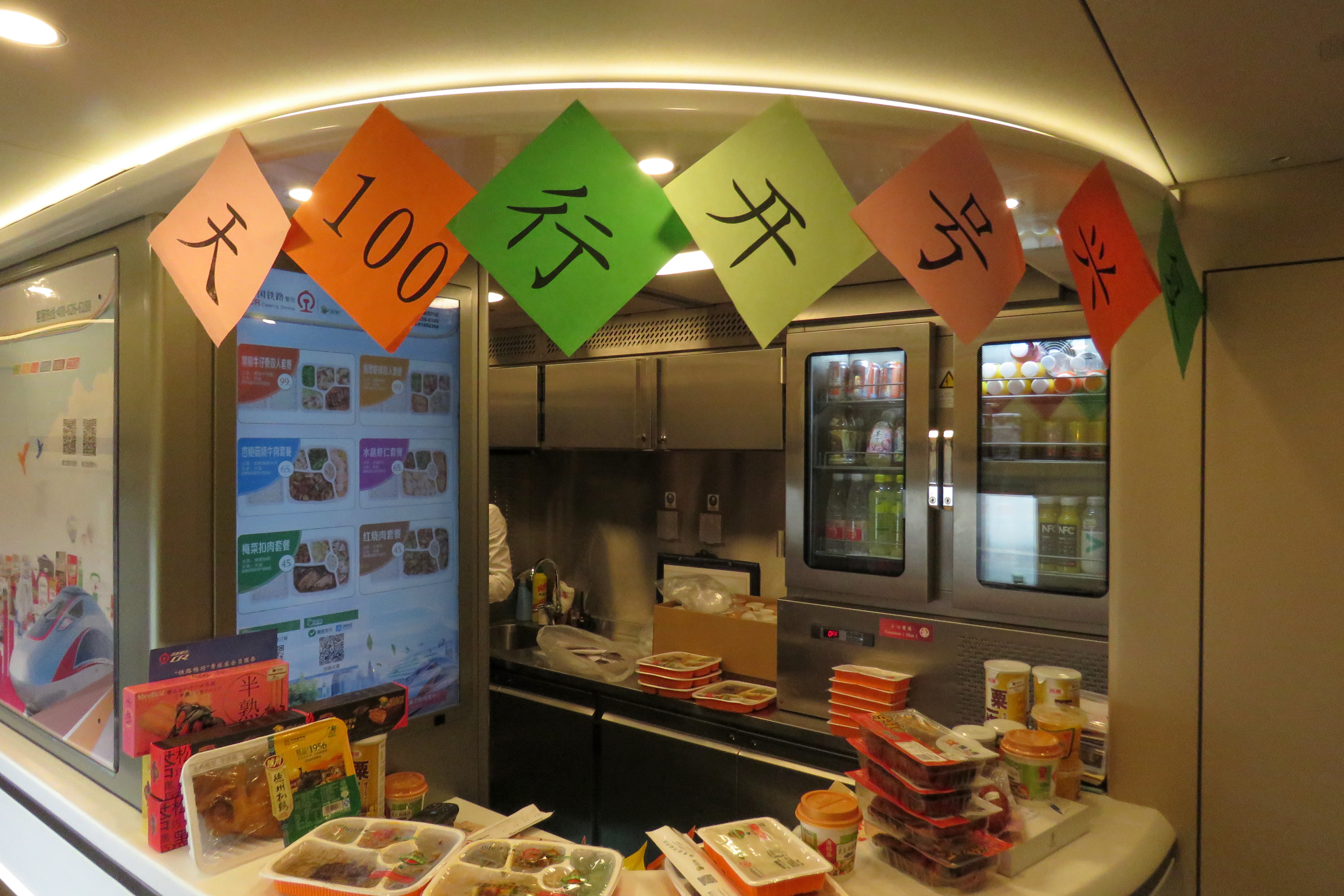
CR400AF的吧台
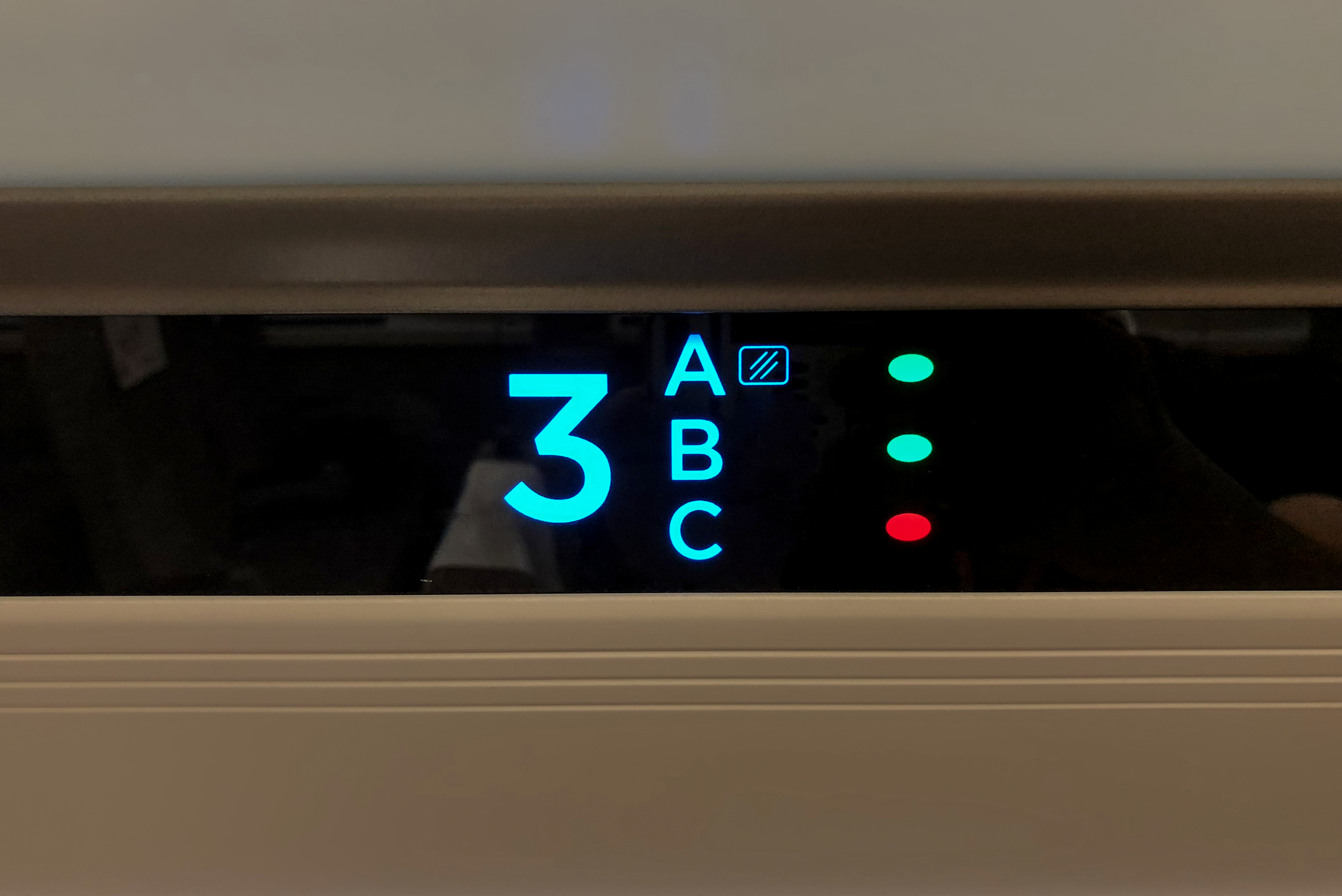
CR400AF的座位指示，可显示坐席预定状态
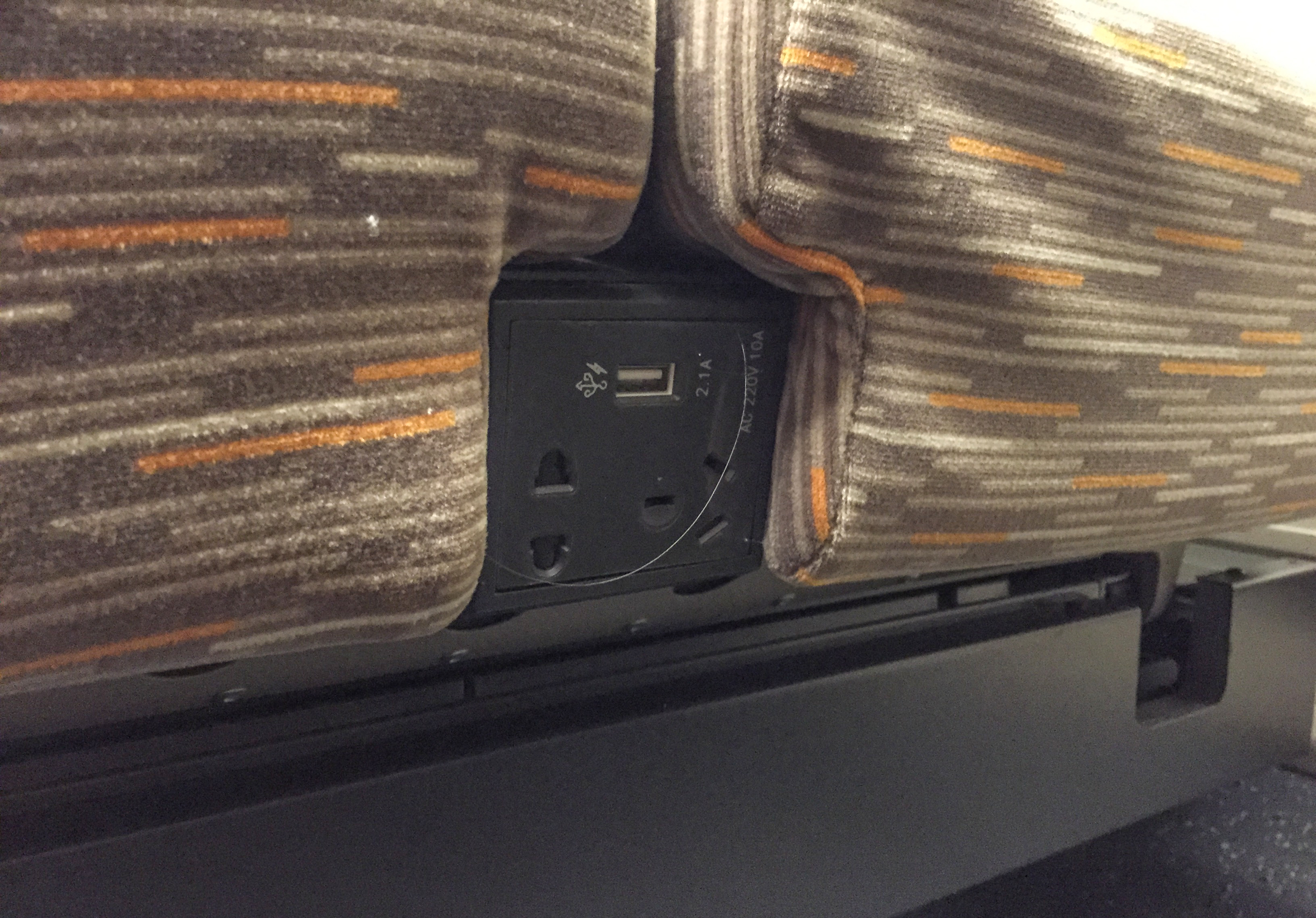
位于二等座车的电源插座

#### 智能版车型
AF-C、AF-Z系列分別為京雄城際鐵路智能升級版的車型以及智能配置型于中國高鐵網絡擴大營運範圍的车型。车内灯光设计採用暖色設計，採用暖色調氛圍燈提供多層次照明設備，列车亦配备高清电子水牌和车内状态显示屏。先头车增设司机室登乘门，便于司机上下车，避免通过商务车厢登乘司机室干扰旅客休息。餐車吧台为開放式設計，並增設車內自動販賣機。一等座座椅當中AF-C採用全新設計優化一等座座椅，AF-Z、AF-BZ則沿用一般版本的一等座座椅並增加了可调节头靠、电动腿靠等，将原来设置在座椅扶手上的小桌板改为设置在前排座椅靠背上。商务座椅采用包间式结构和半人高隔断。车厢顶部设置29寸宽屏电视，可左右分屏同时显示列车运行和娱乐节目信息。此外，列车内的卫生间设置智能照明，当检测到有人进入后，可自动调整灯光亮度，并增加“禁止吸烟”语音提示。二等座椅靠背上增加了USB充电接口，小桌板上增加了手机卡槽，而BZ型列车则采用基于5G技术的列车WIFI。在服务设施上，还增加了盲文标识。
2022年6月20日，武漢局集團因應京廣高鐵（北京西～武漢段）實施營運時速350km/h的達速目標而投入的8列CR400AF-Z，以下客艙設備有所變動：
- 1.取消車內自動販賣機，更改為置物櫃。
- 2.商務座觀光區走廊寬度增加。
- 3.端部一等座椅扶手增加餐桌、靠腳設計進行改良。
- 4.商務座椅增設行李綁帶。
- 5.無障礙車廂盲文貼紙增加高度。
- 6.商務座觀光區窗戶款式調整。

济南局配属的CR400AF-Z亦不设自动售货机。
2023年11月起生产的CR400AF-Z的1号车厢商务座更改为此前CR400AF的蛋壳式座椅，8号车厢商务座仍为鱼骨式座椅，此类车组定员为577人，另車內旅客資訊界面改為與CR400BF-Z同款設計。

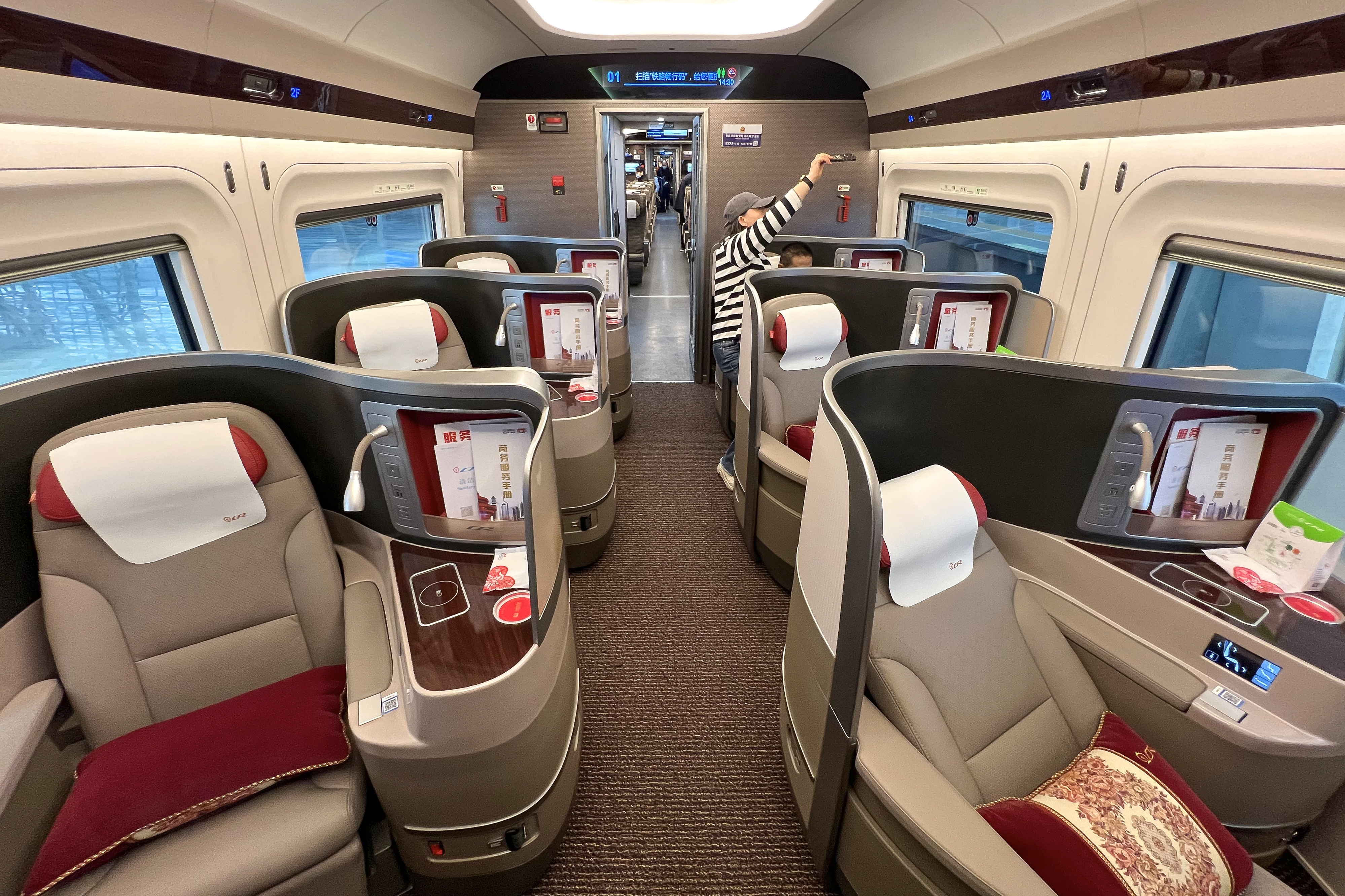
CR400AF-Z的商务座客室
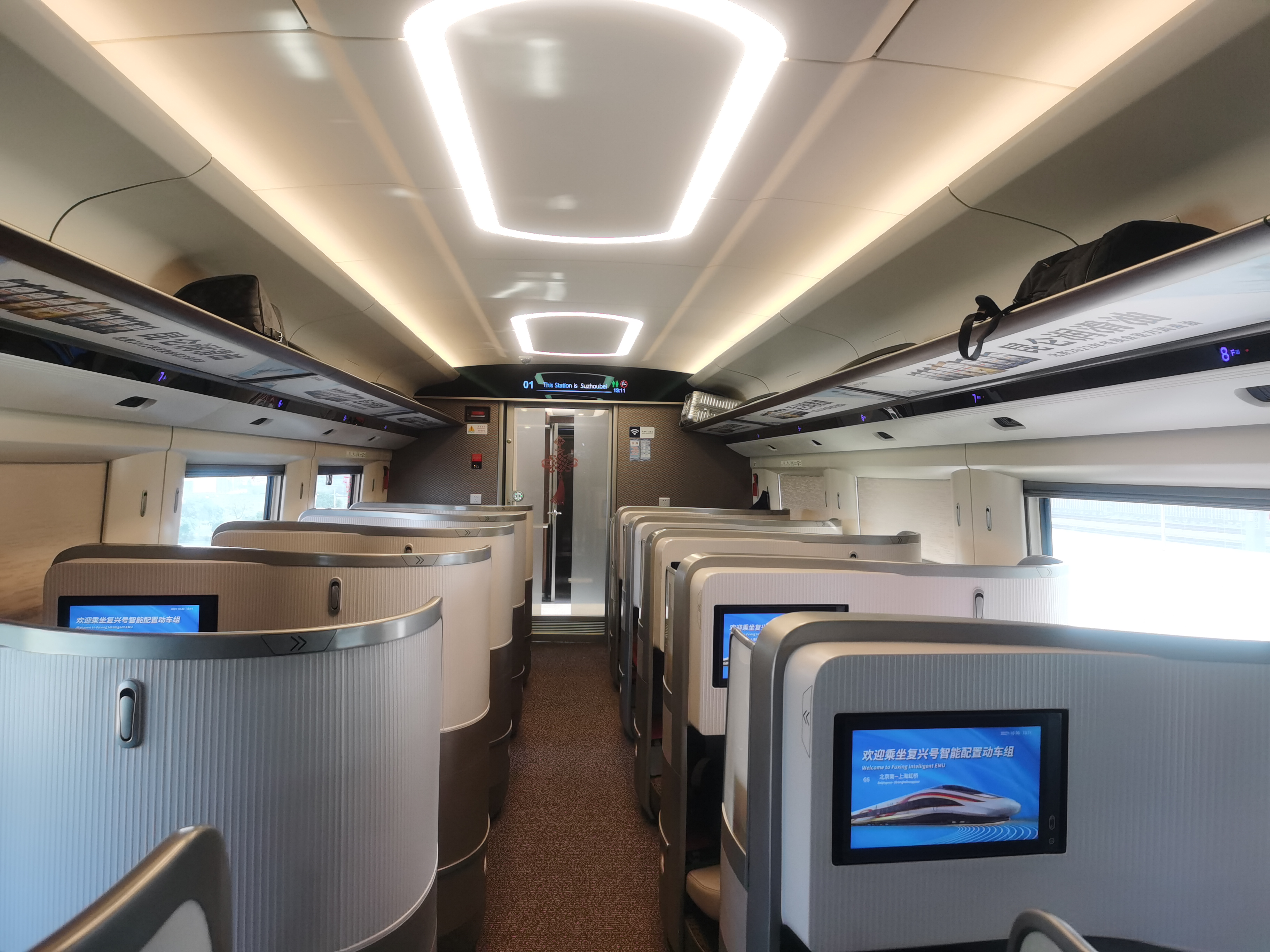
CR400AF-BZ的商务座客室
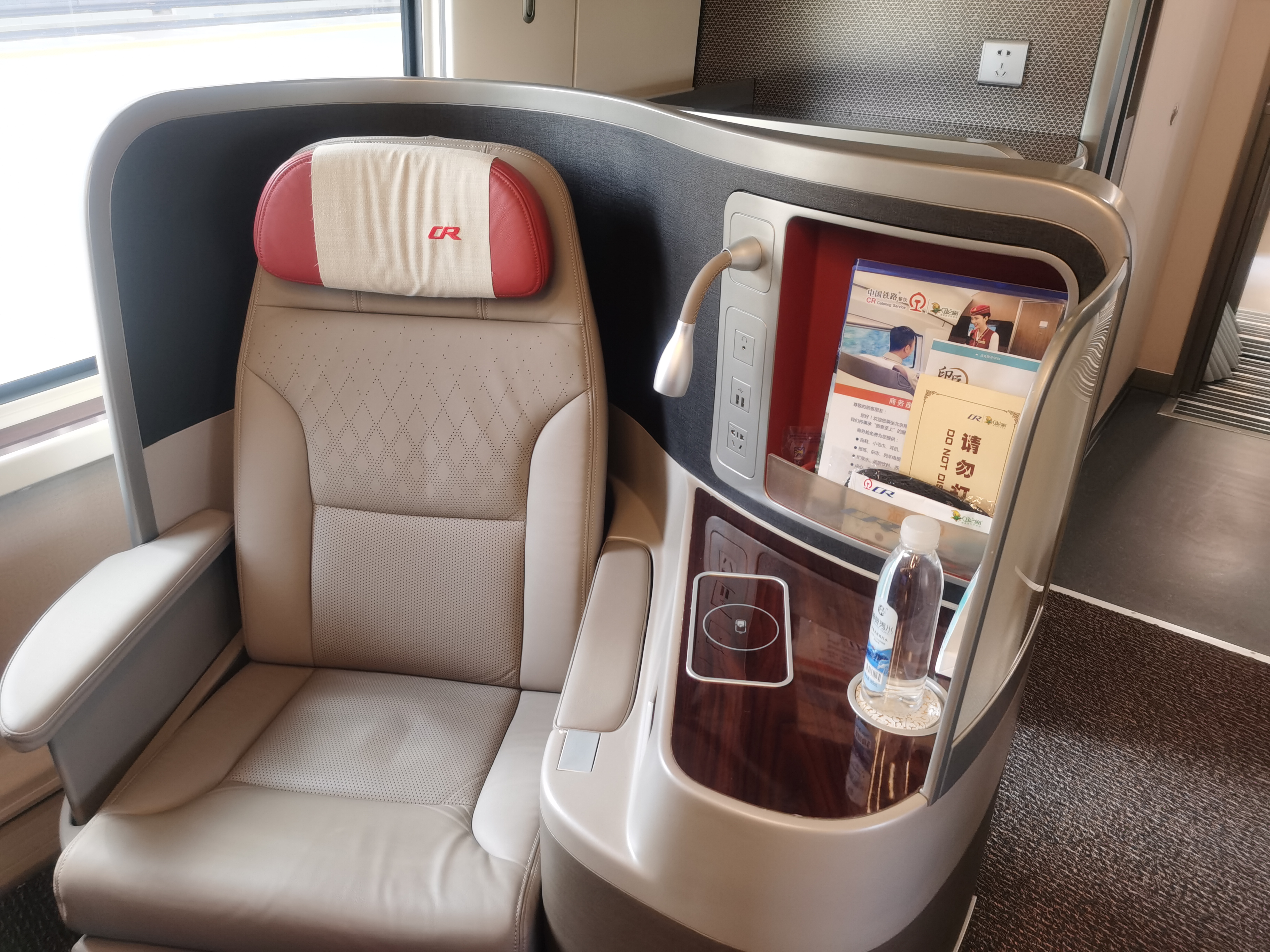
CR400AF-BZ的商务座
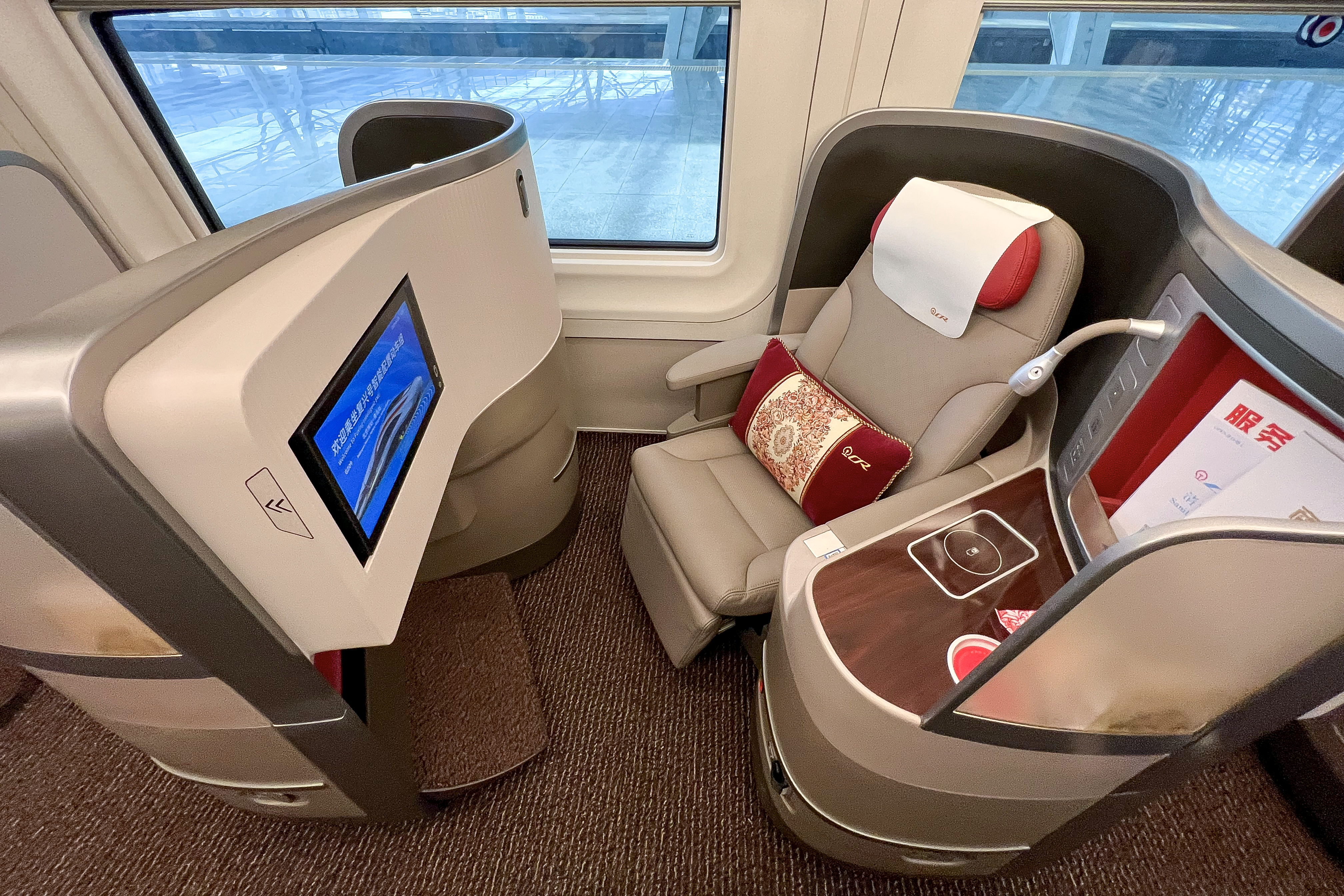
CR400AF-Z的商务座
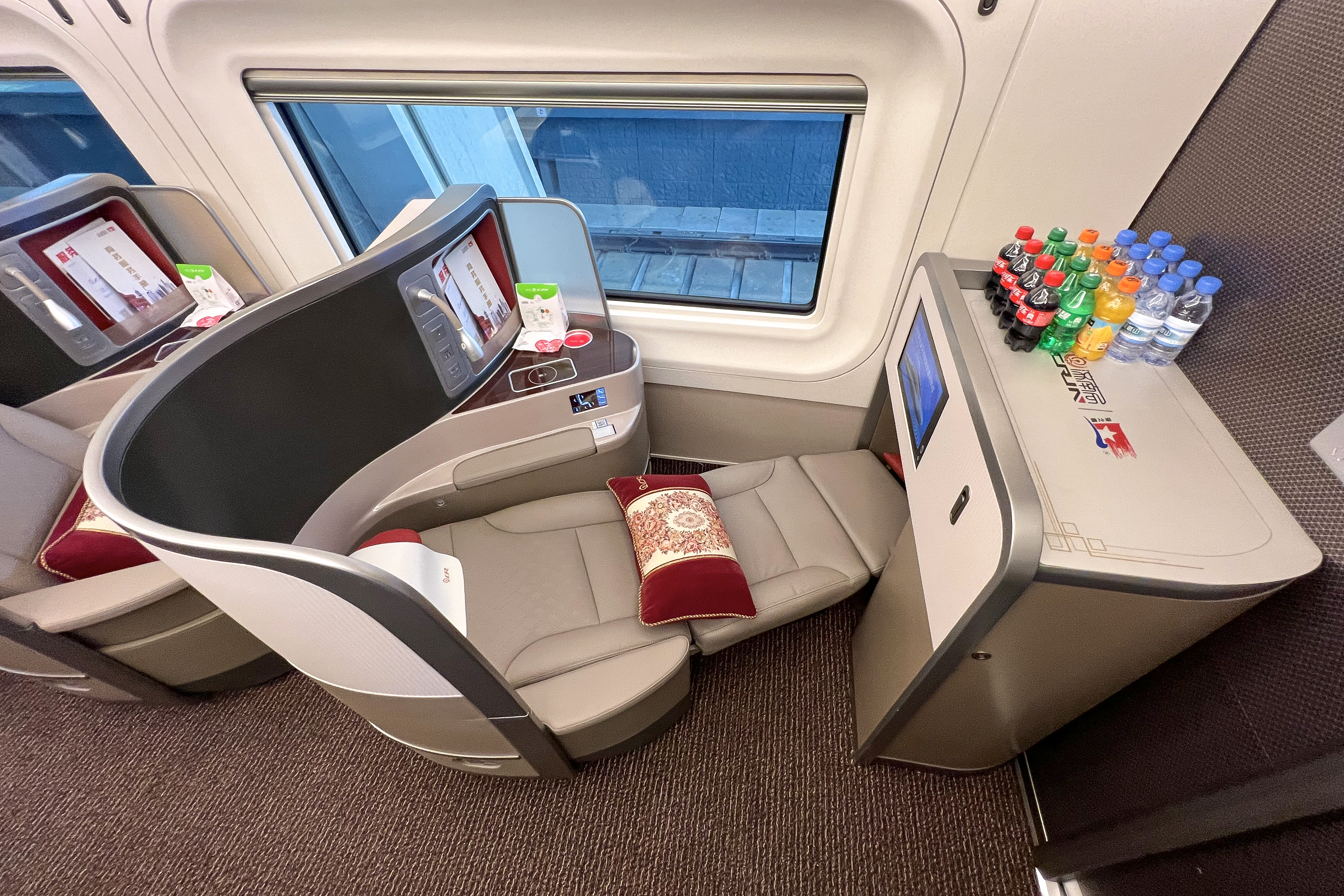
平卧状态下的CR400AF-Z商务座
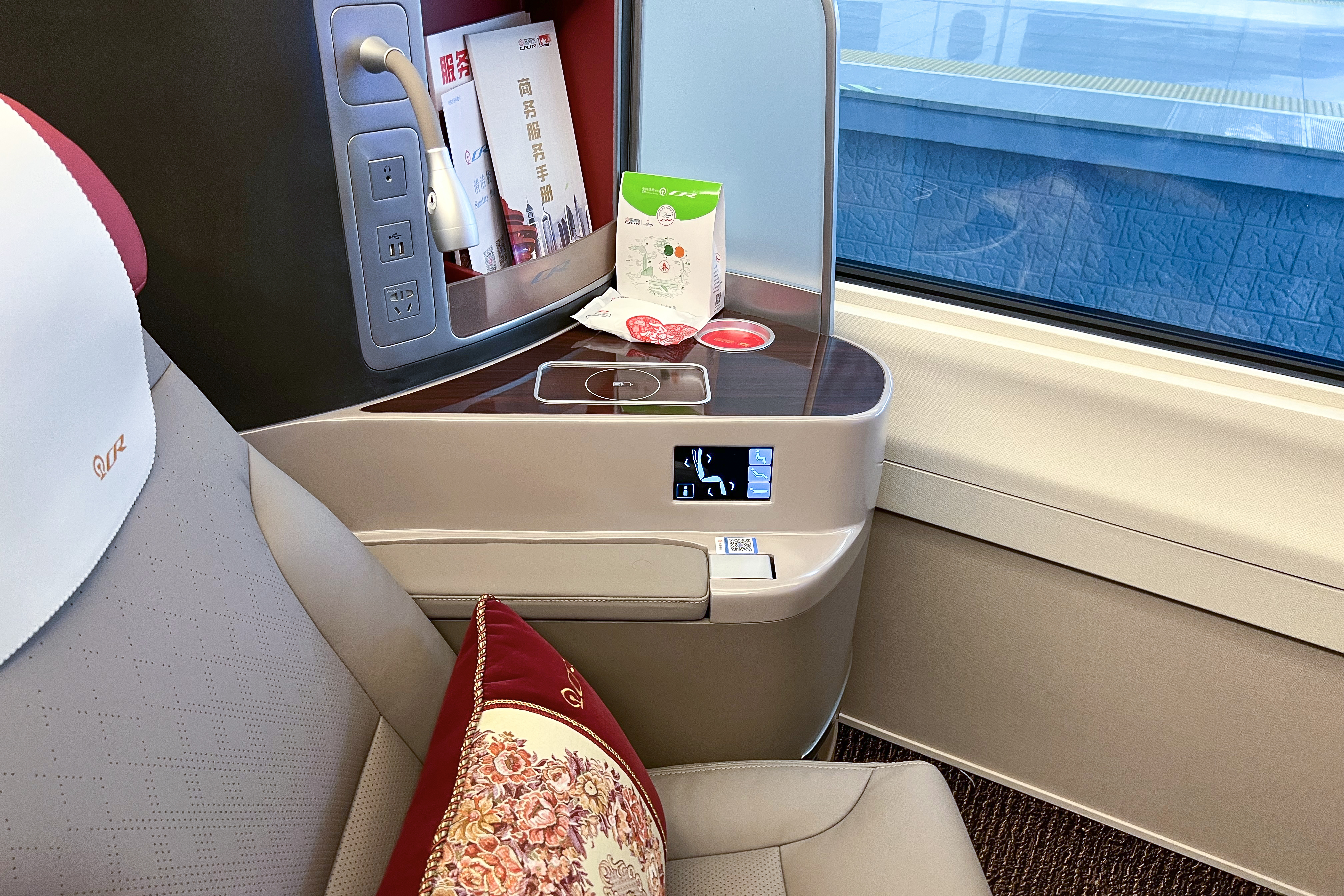
CR400AF-Z商务座扶手、座椅控制器及电源插座
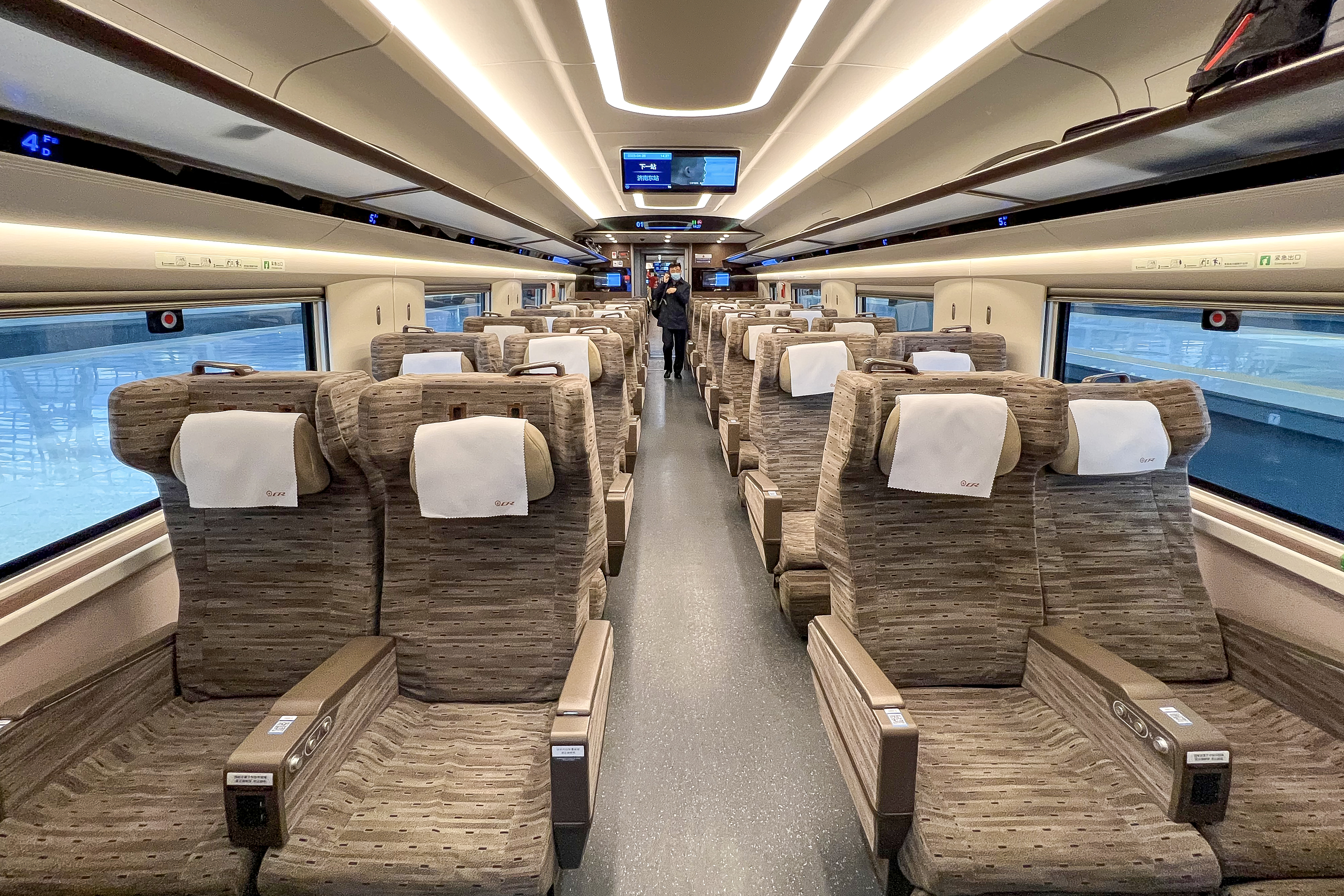
CR400AF-Z的一等座
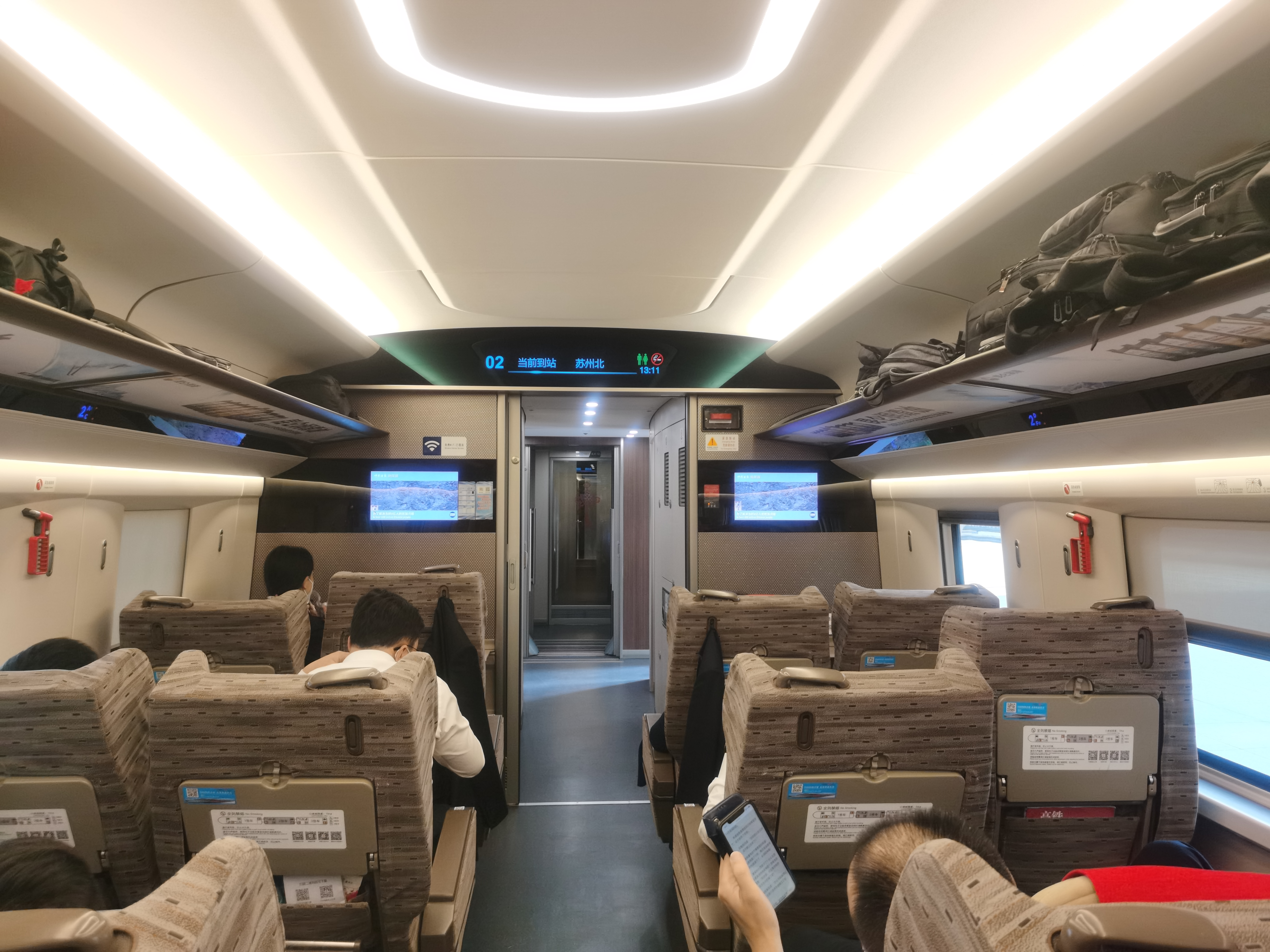
CR400AF-BZ的一等座
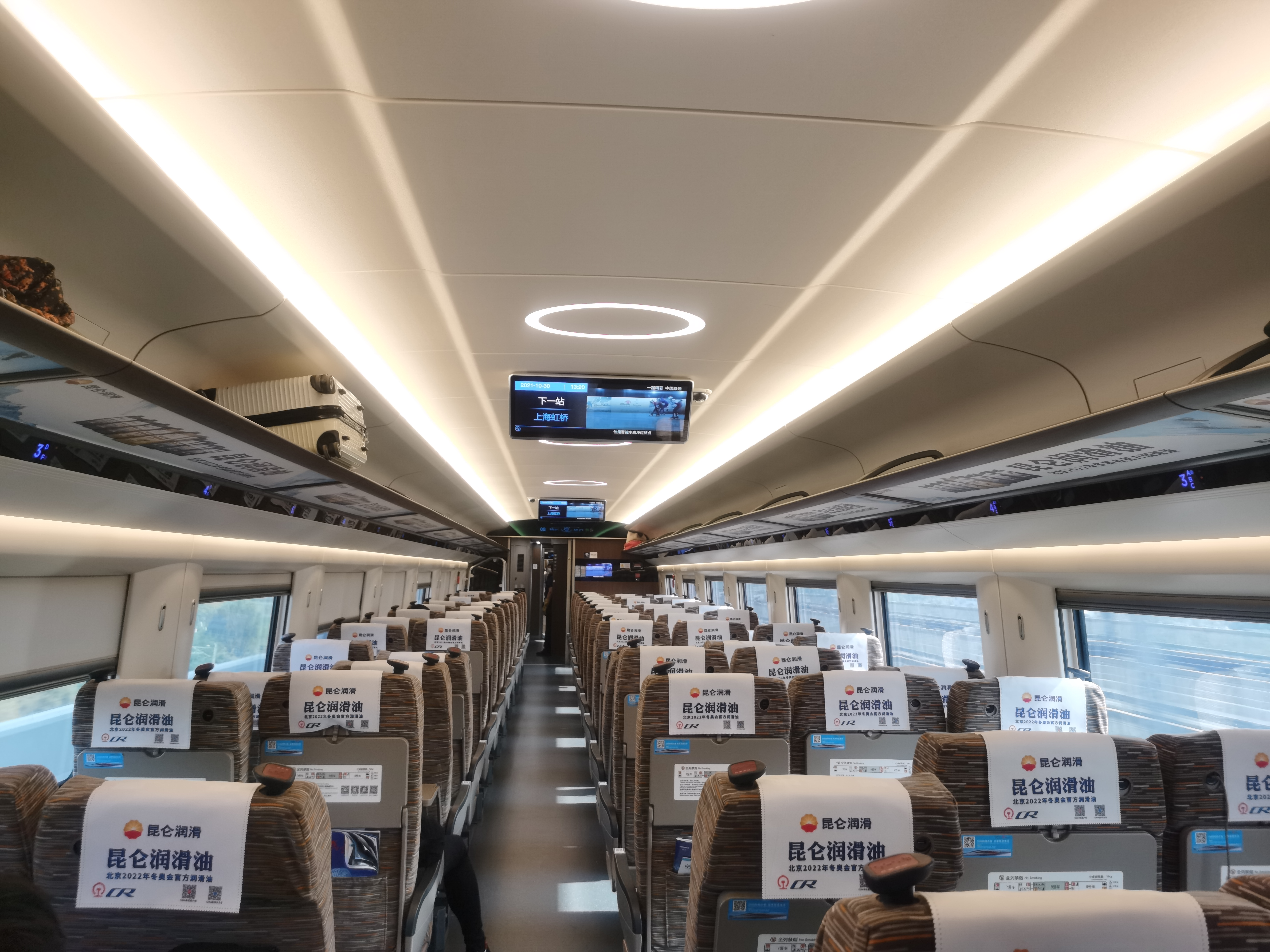
CR400AF-BZ的二等座
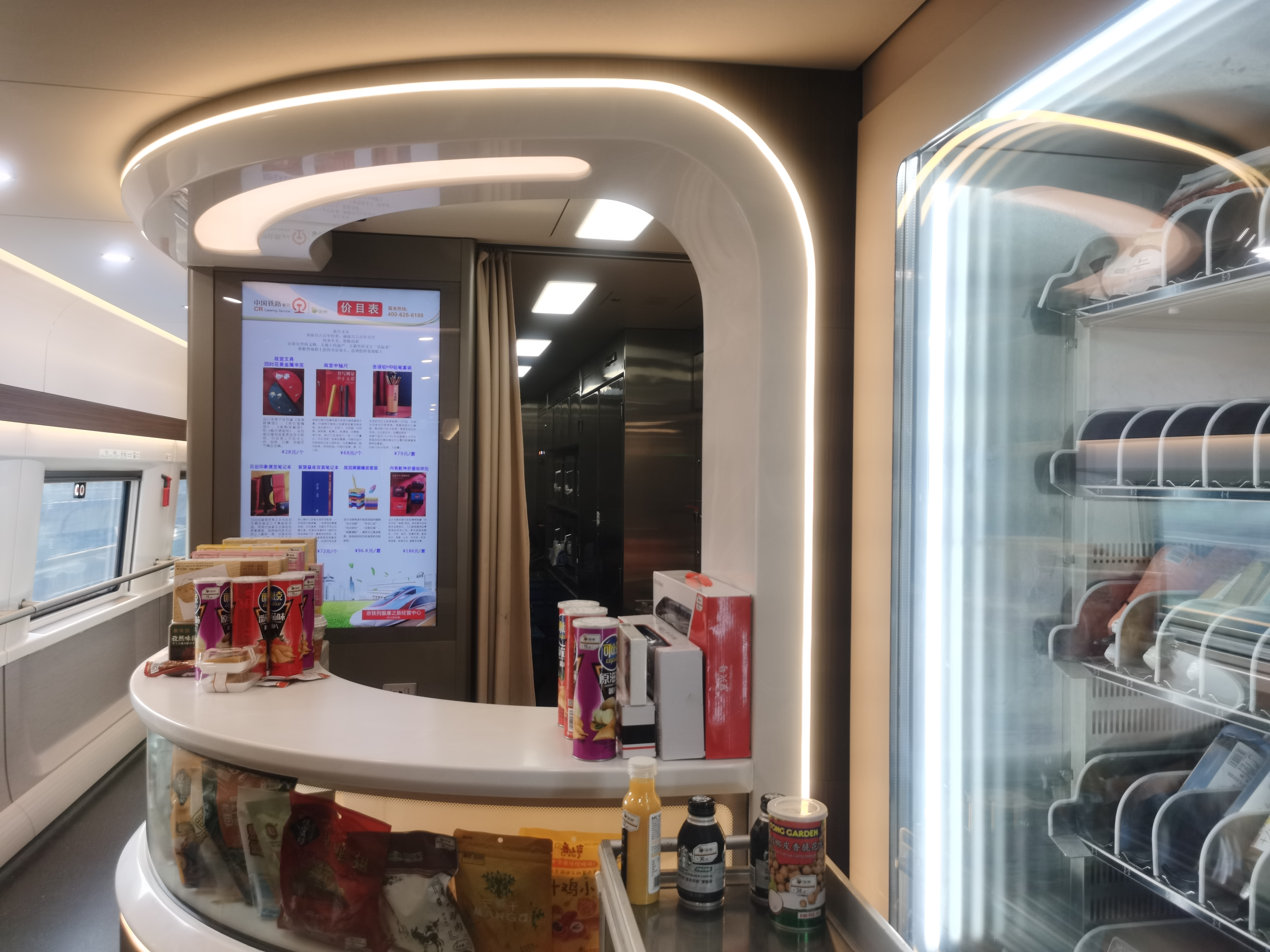
CR400AF-BZ的吧台，右侧为售货机
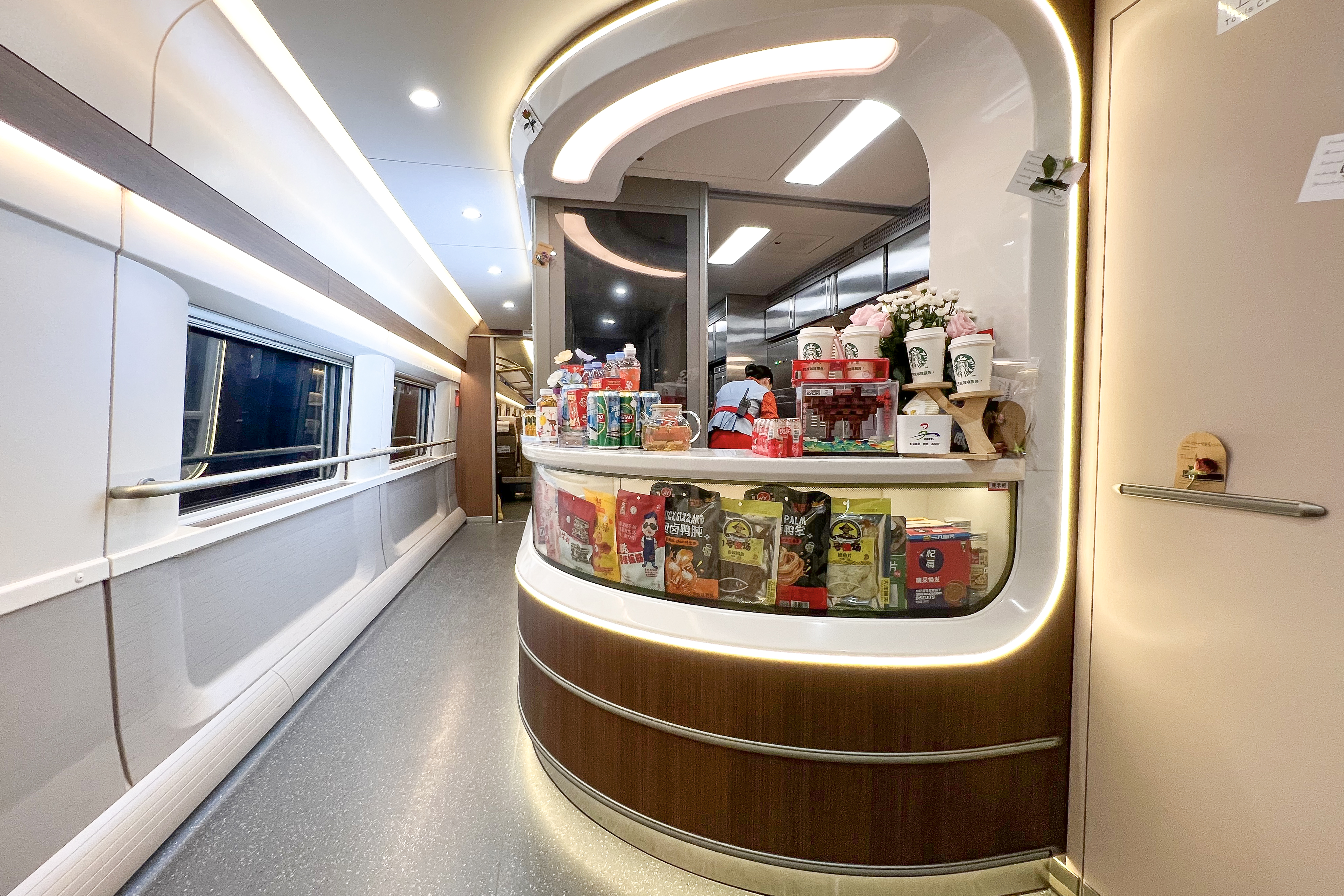
济南局CR400AF-Z的吧台，右侧为工具柜
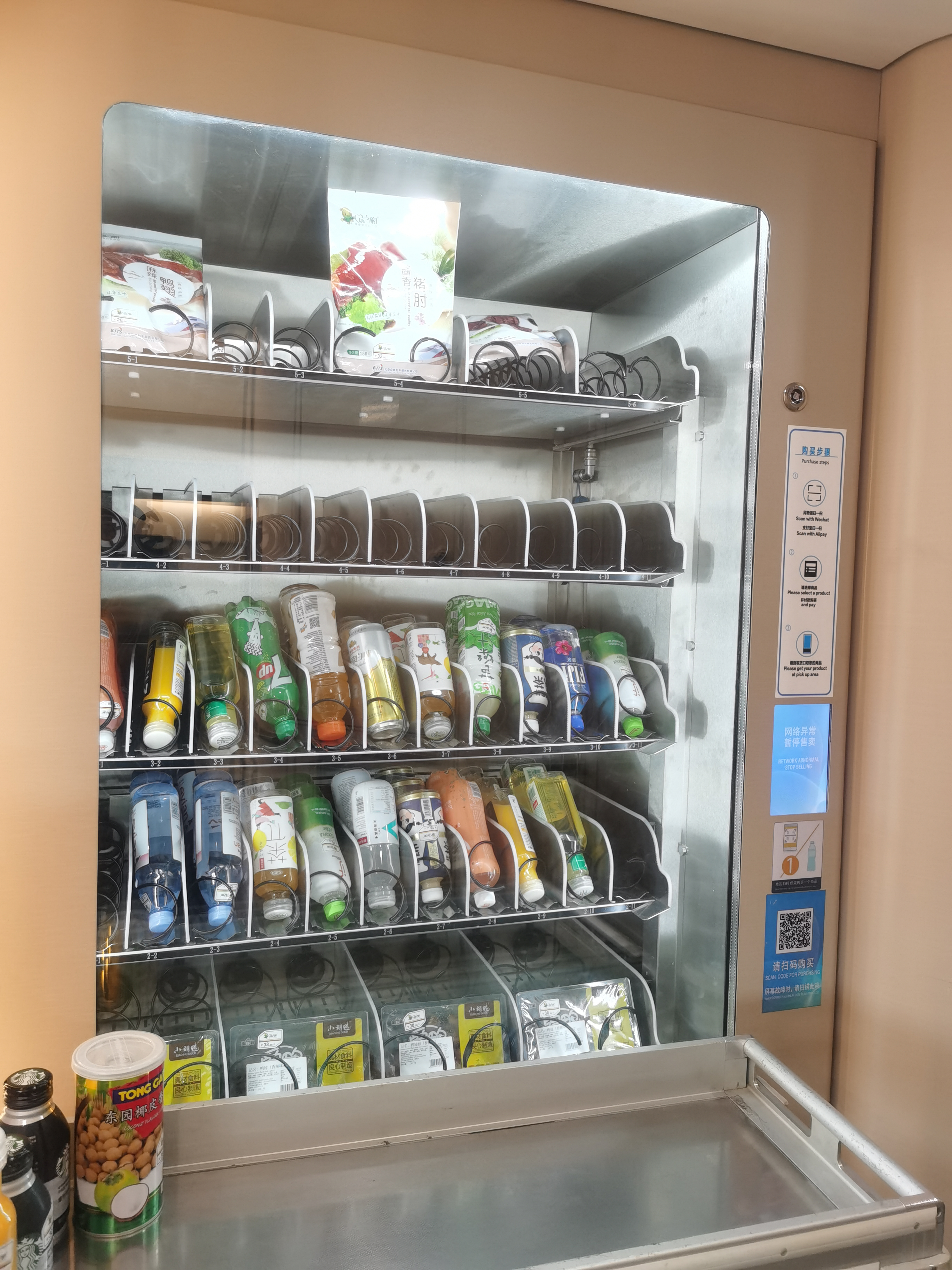
CR400AF-BZ内的自动售货机
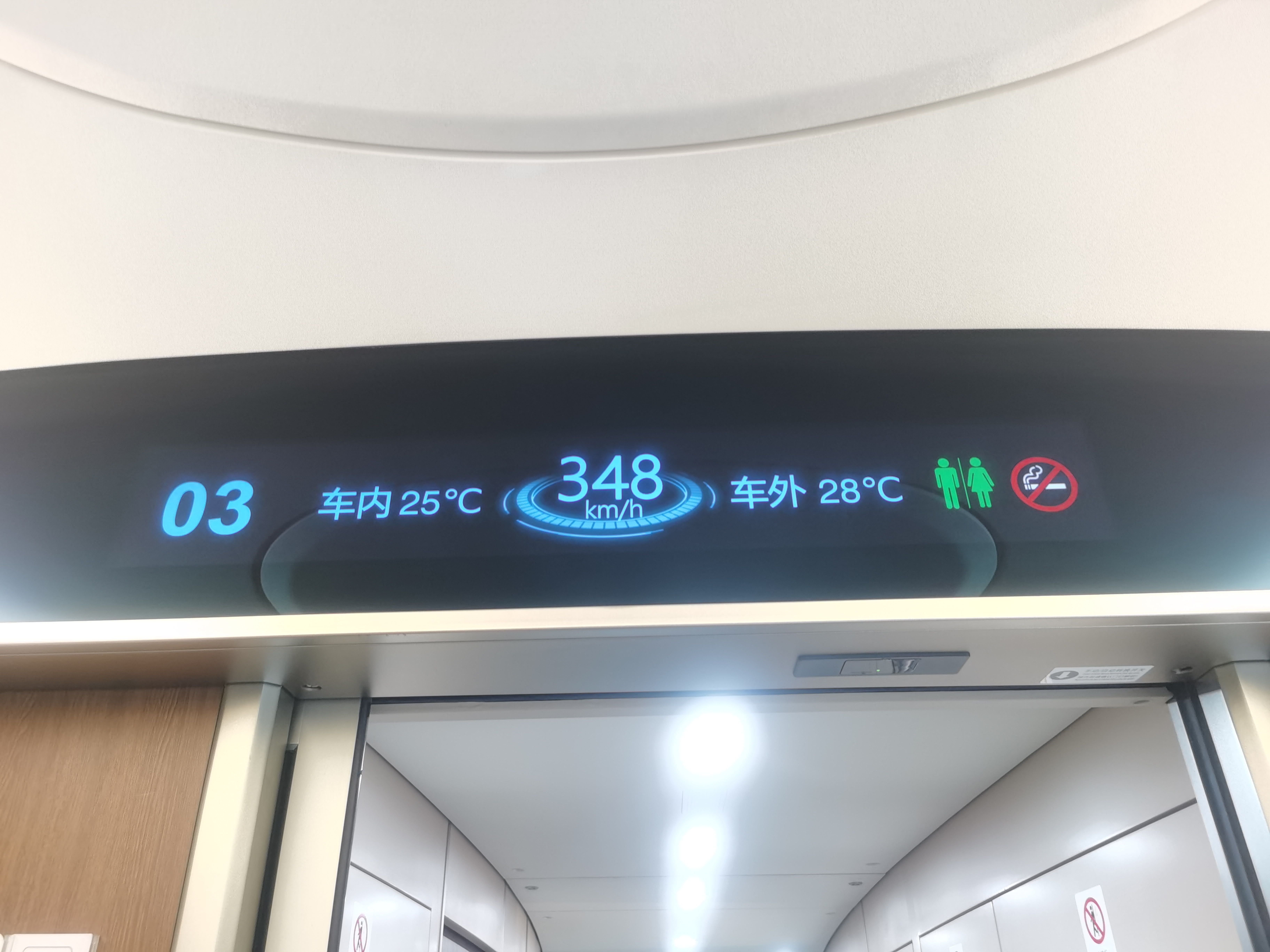
CR400AF-BZ的车内信息显示屏
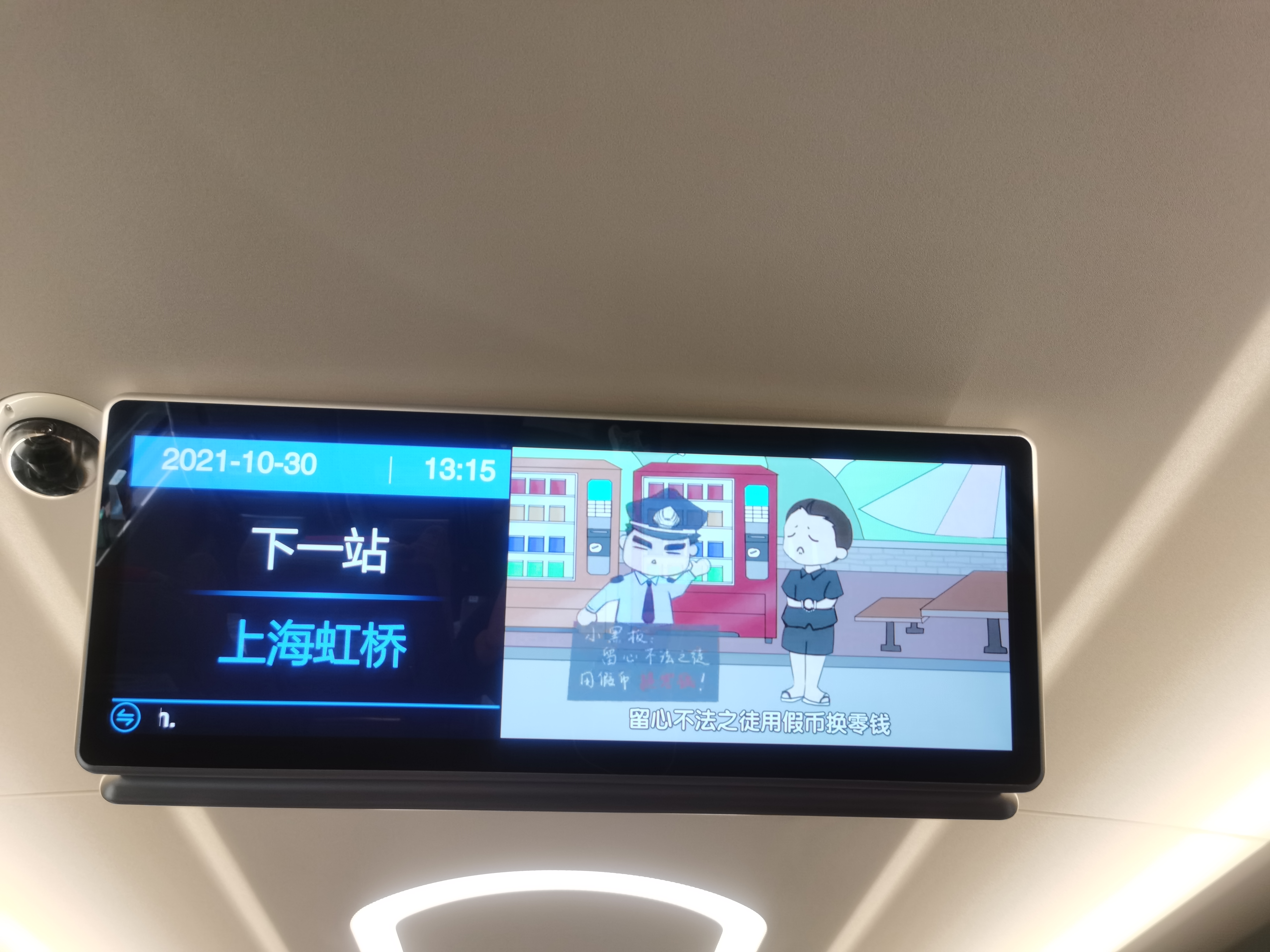
CR400AF-BZ的车内宽屏电视

##### 技术提升型（AF-S）
2024年6月15日起，新一批技术提升型动车组CR400AF-S、CR400AF-BS投入服务。与原有列车相比，新款技术提升型动车组优化电气柜等车内设备布局，将空余出来的空间用来增加载客量和设置更多的大件行李存放处，由此CR400AF-S全列定员达到619人，AF-BS更是达到了1347人。而17编列车更增加了优选一等座这一种新的席位，位于17号车厢（车体编号为00），计6排4列共24人，并设有5组（10张）可收纳的会客桌板。而8编列车的8号车厢以及17编列车的1号车厢维持反魚骨布局商务座，分別定员6人以及20人；8编列车的1号车厢以及17编列车的17号车厢则改为旧式开放型蛋壳式商务座，定员5人。

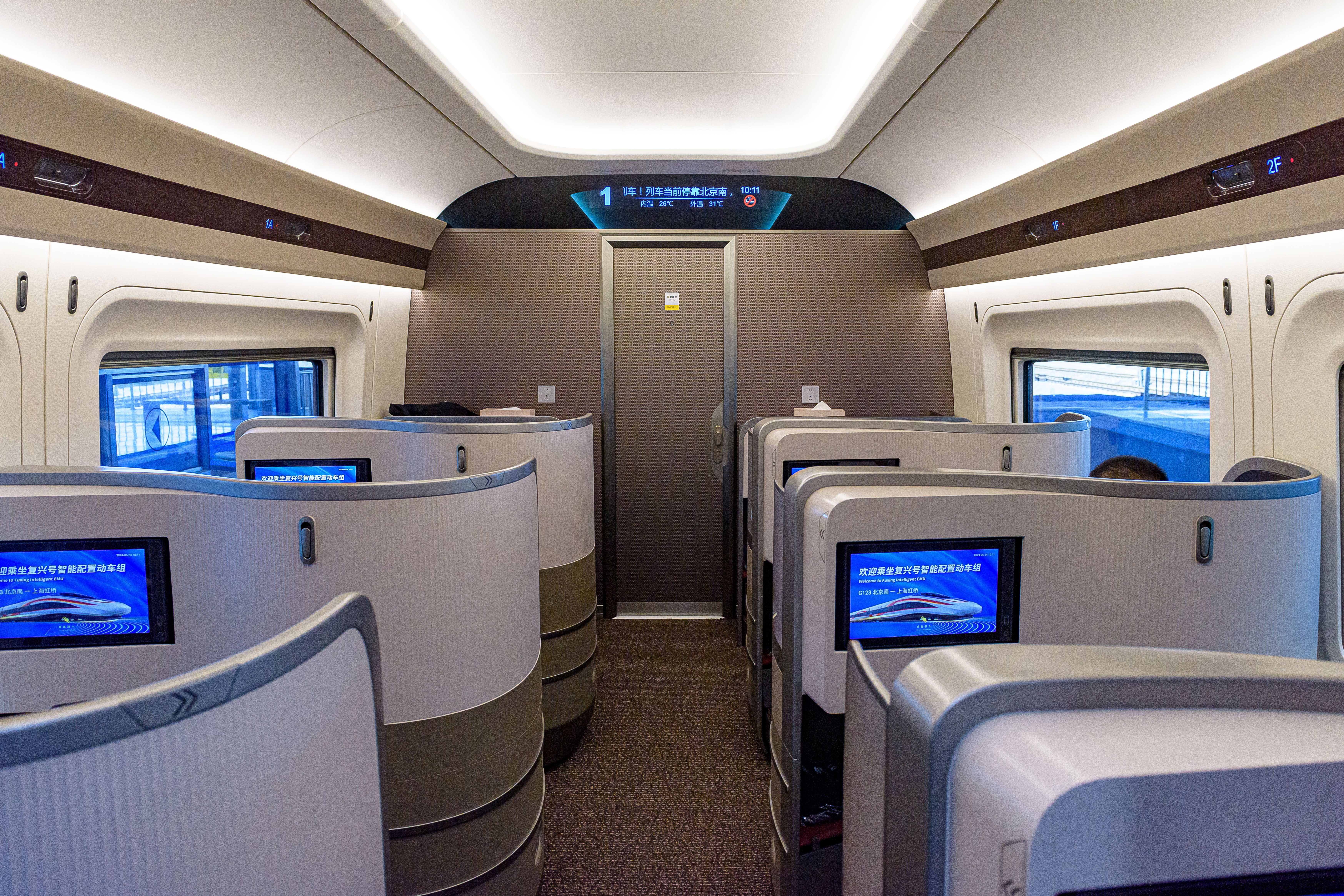
CR400AF-BS第1车厢前部的商务座
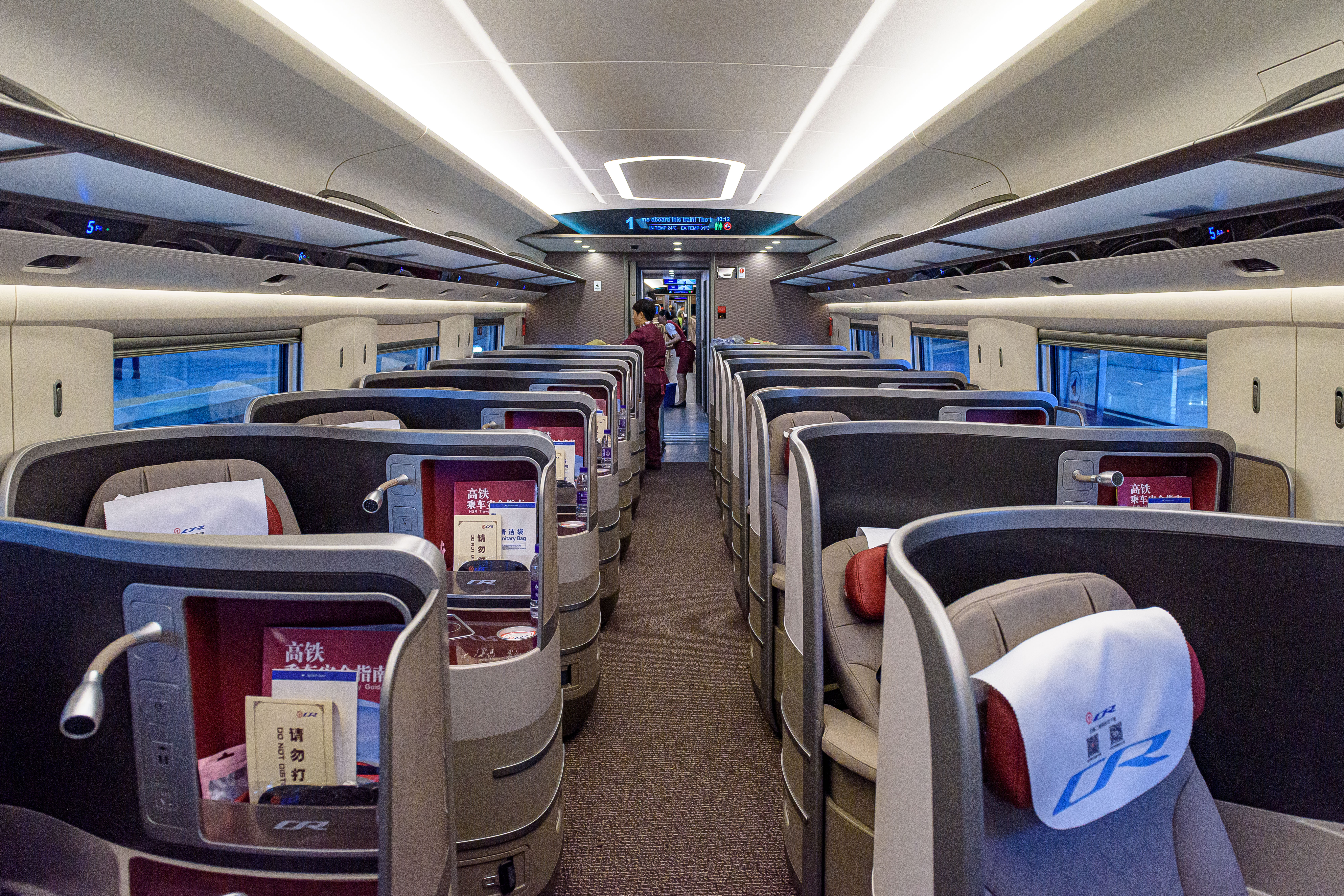
CR400AF-BS第1车厢主客室的商务座
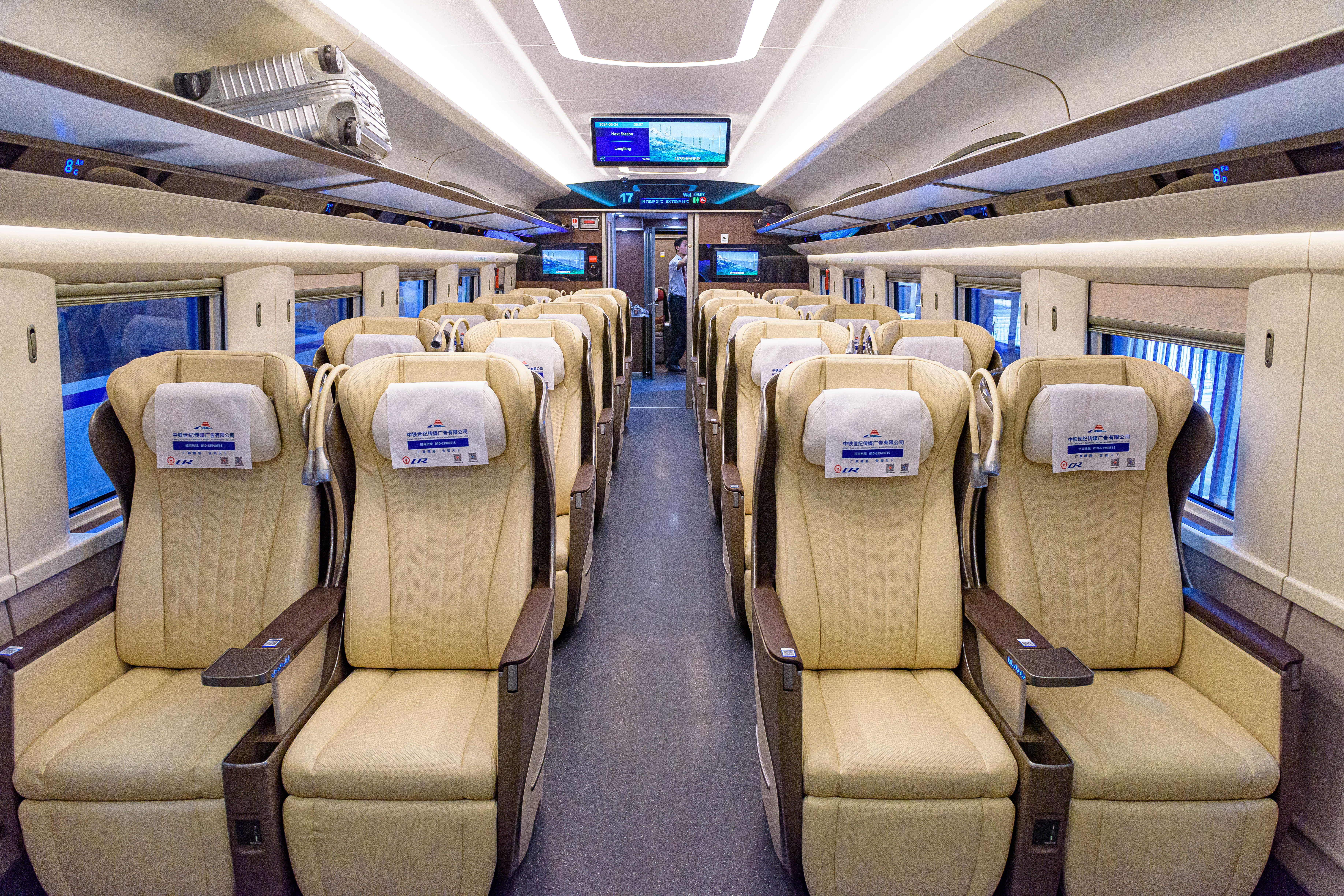
CR400AF-BS第17车厢的优选一等座
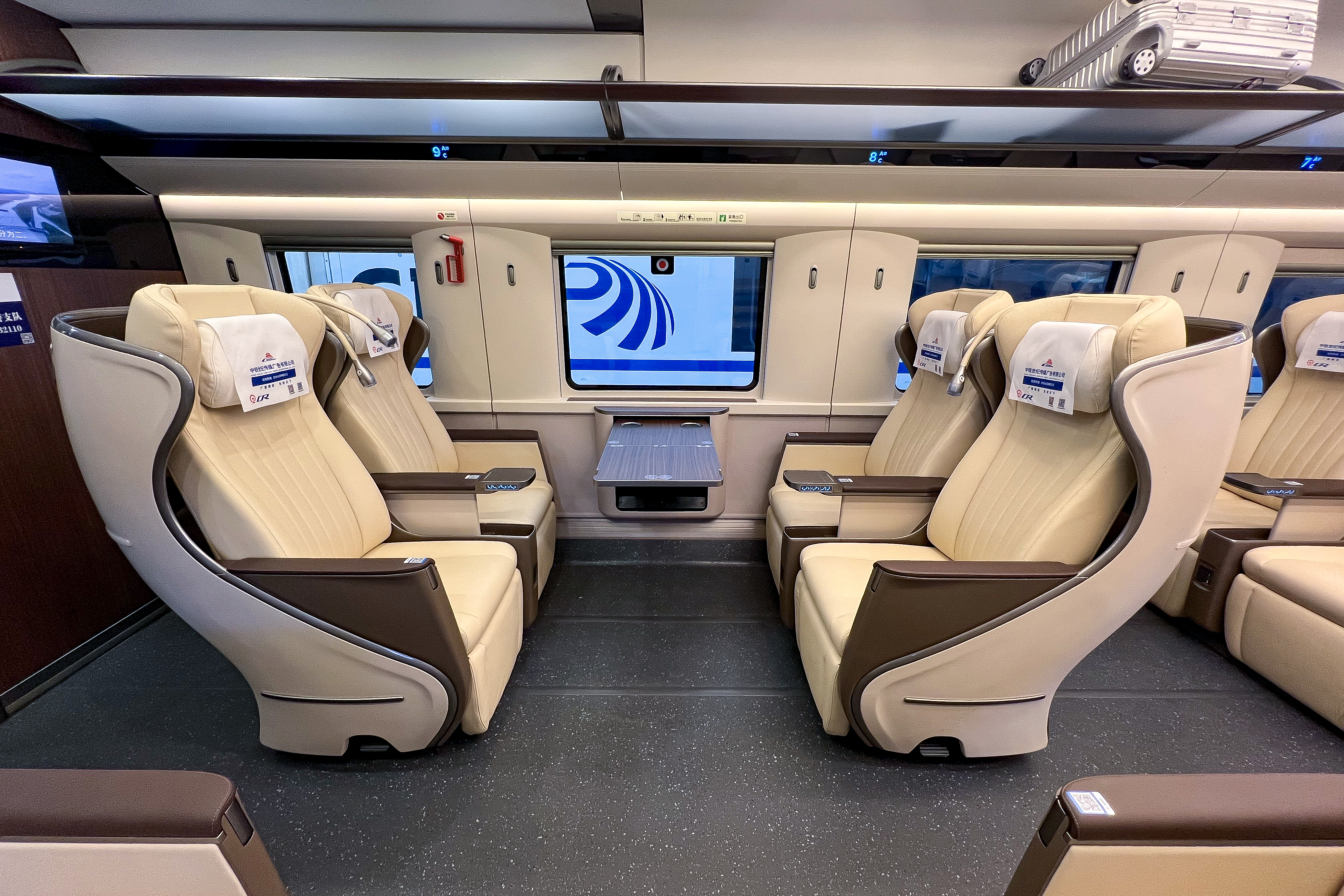
CR400AF-BS第17车厢的优选一等座（会客模式）
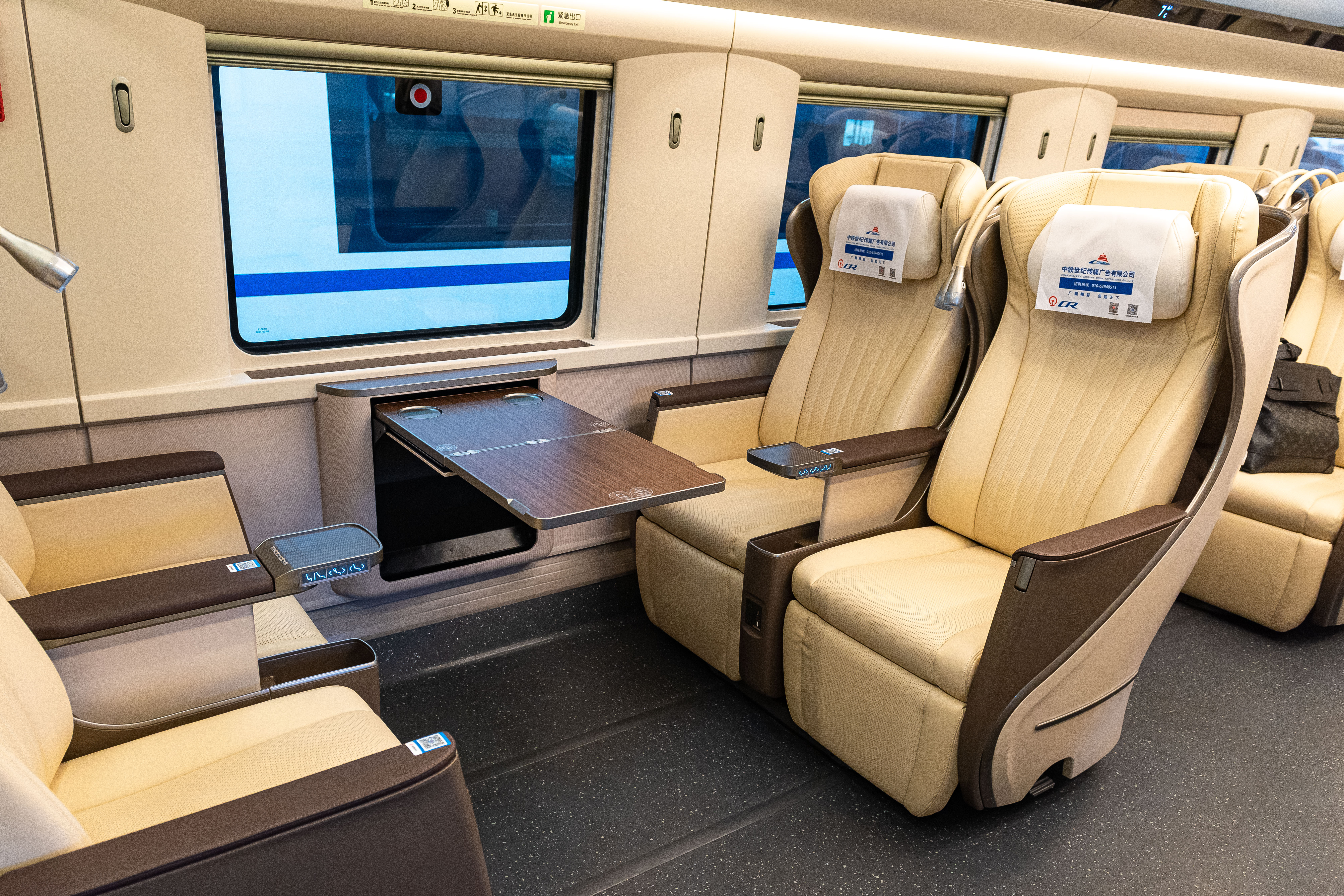
CR400AF-BS第17车厢的优选一等座与可收纳桌板
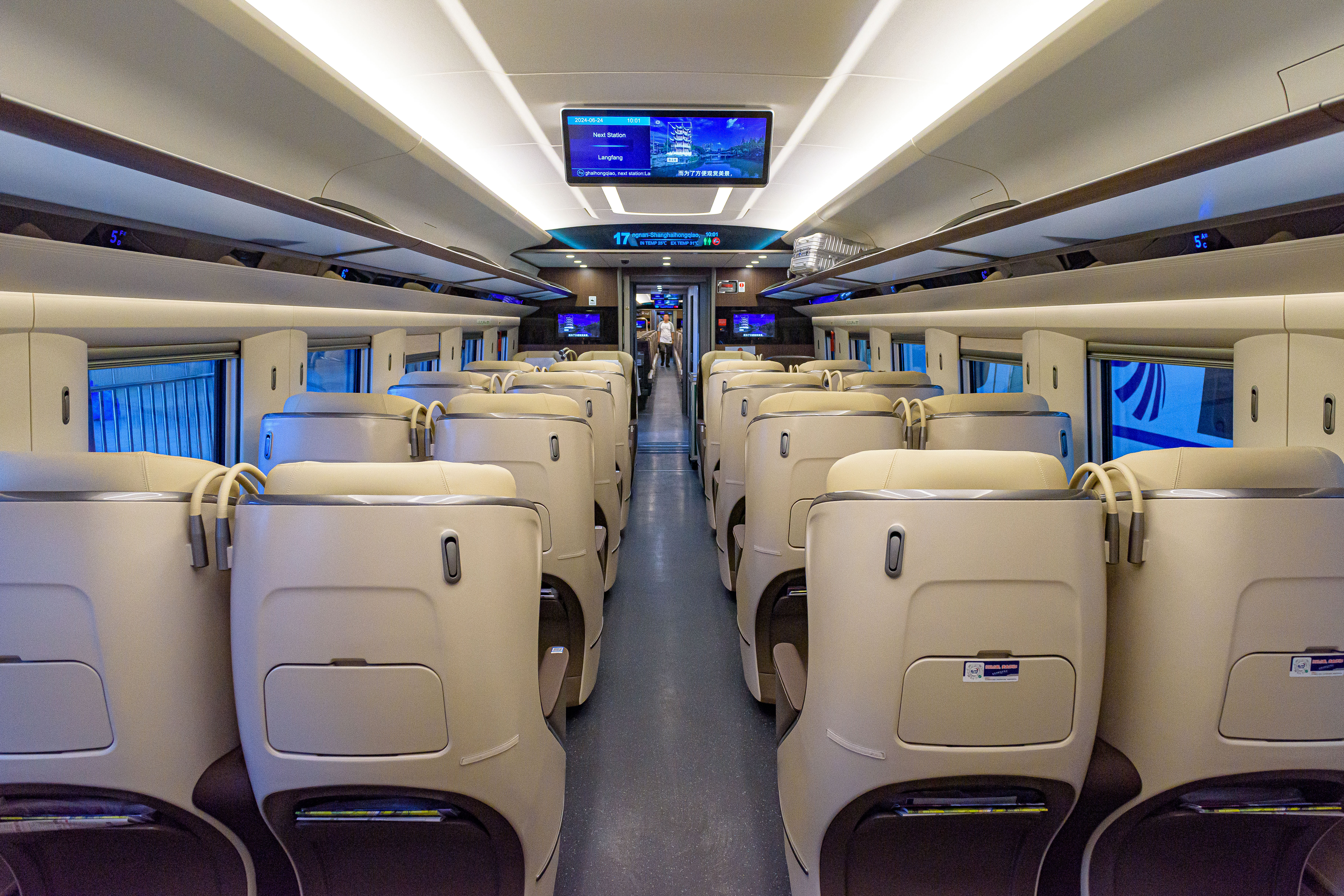
CR400AF-BS第17车厢的优选一等座背面
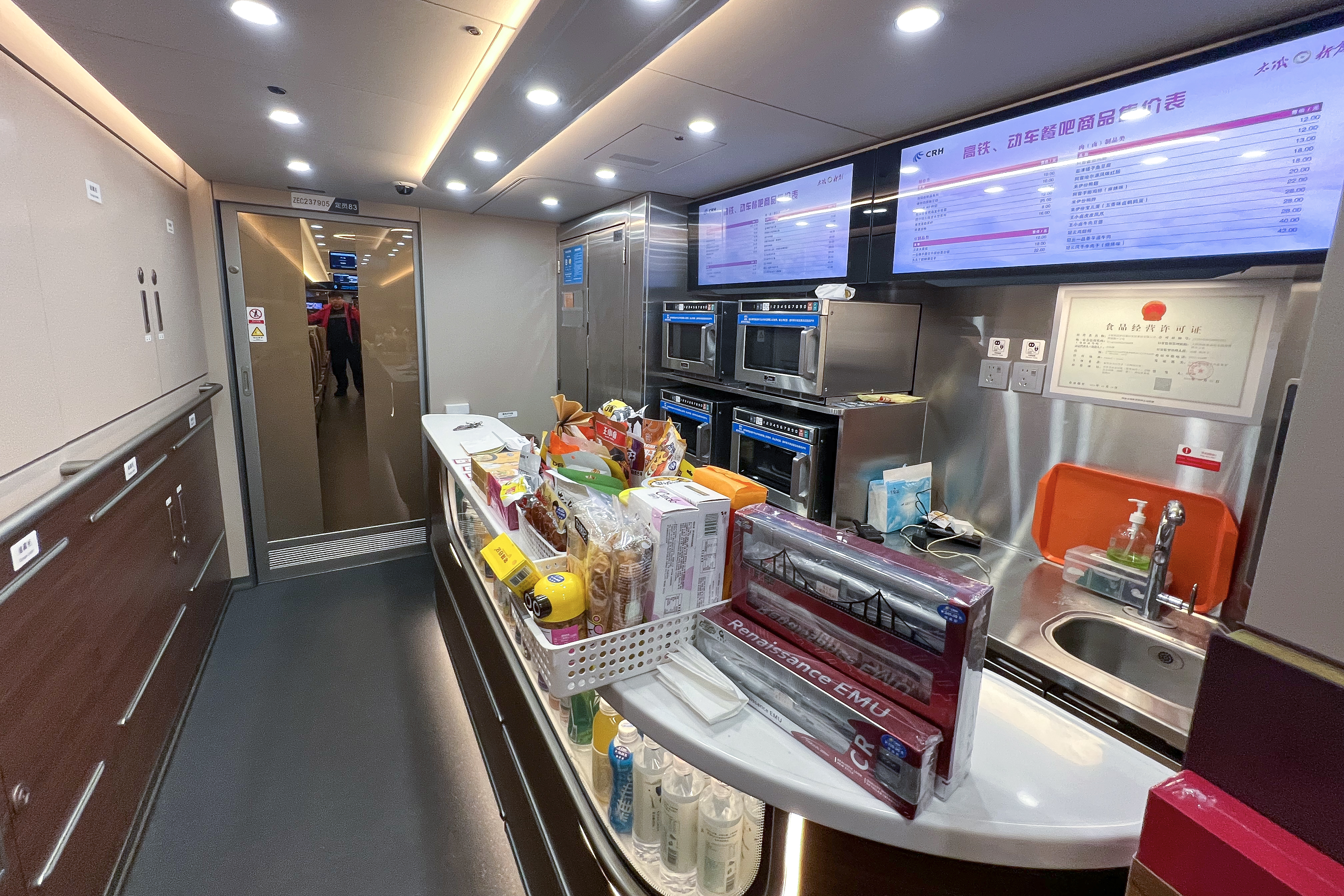
CR400AF-S的餐吧区域较AF-Z及以前车型有所缩减
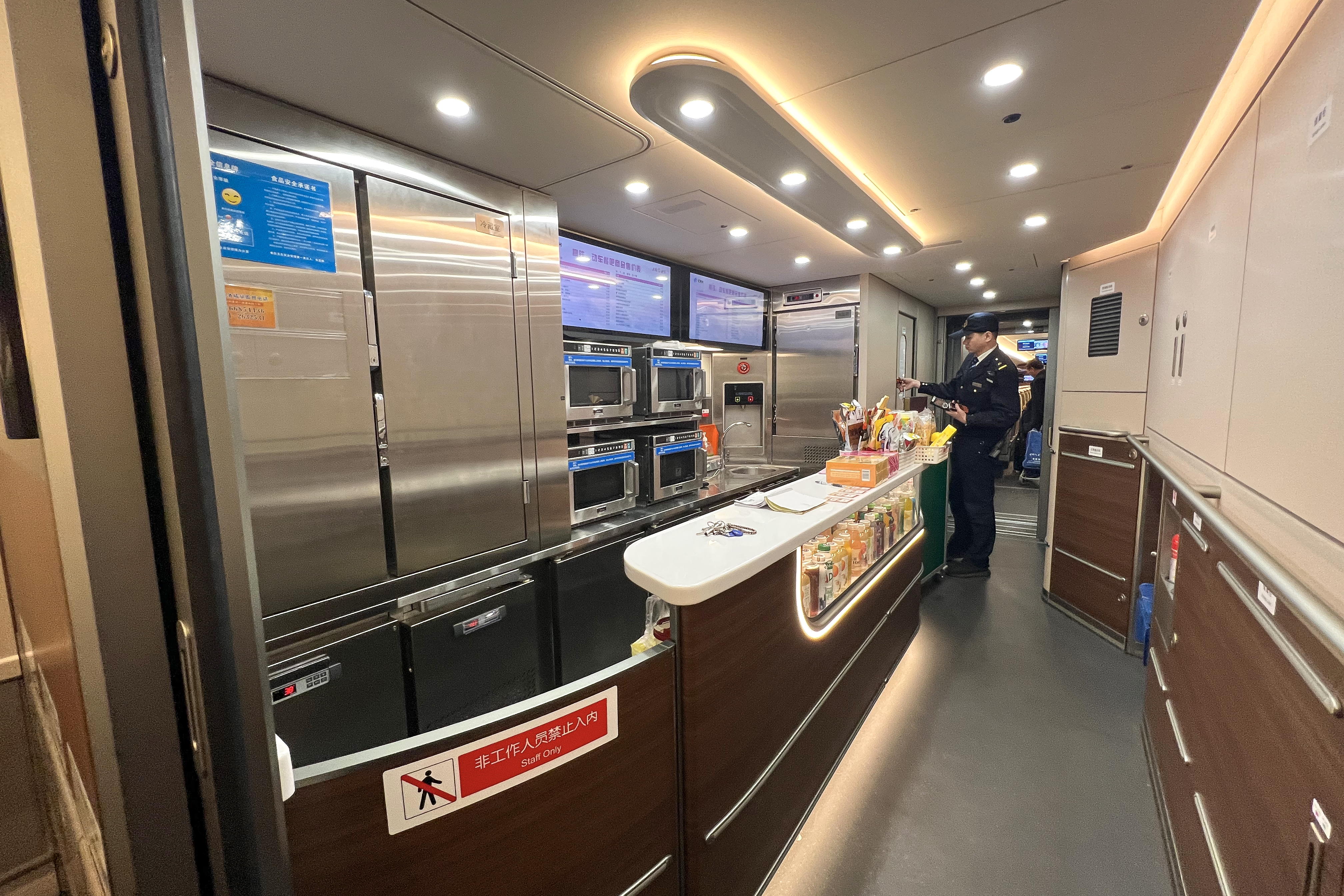
CR400AF-S的餐吧区域
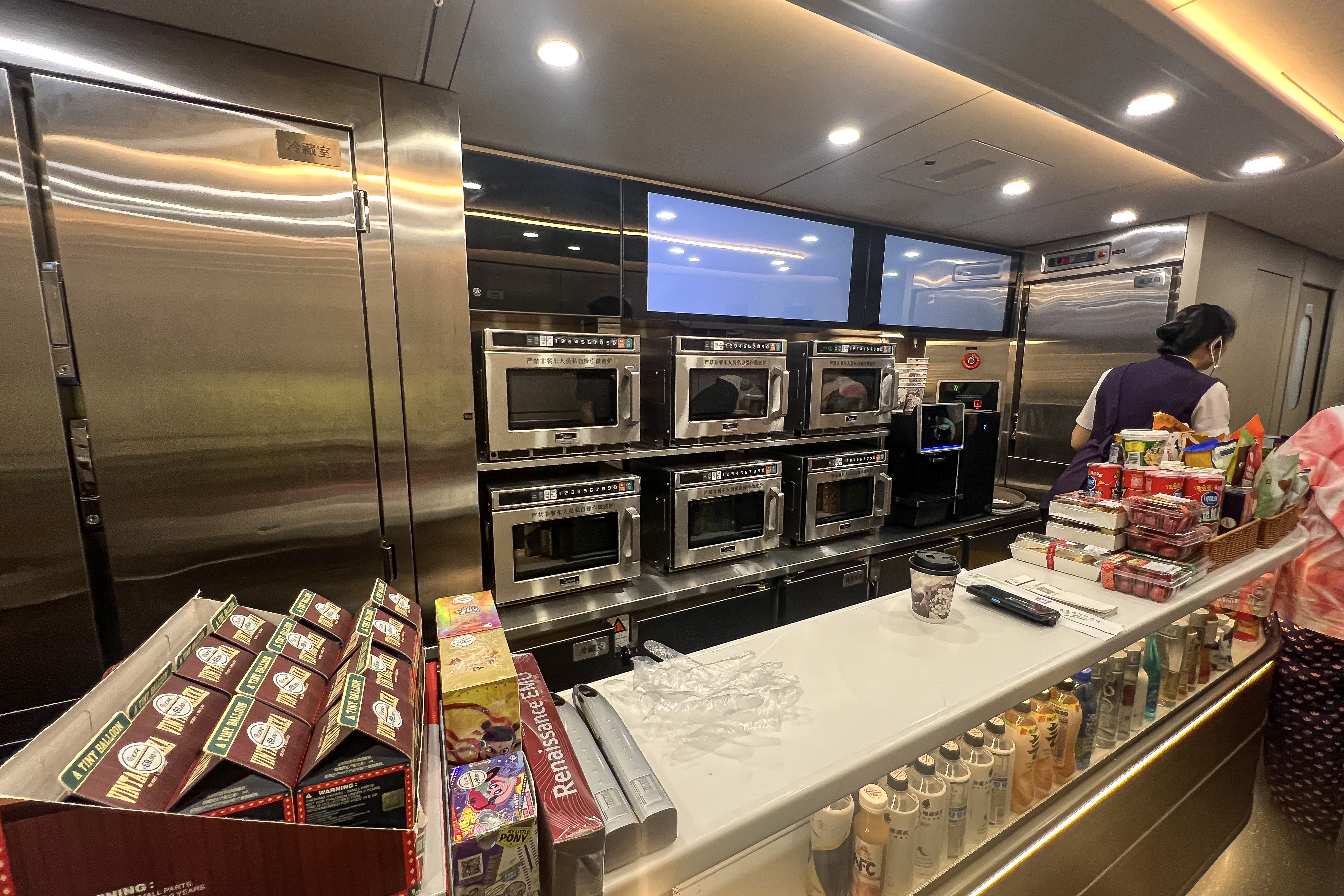
CR400AF-BS的餐吧区域
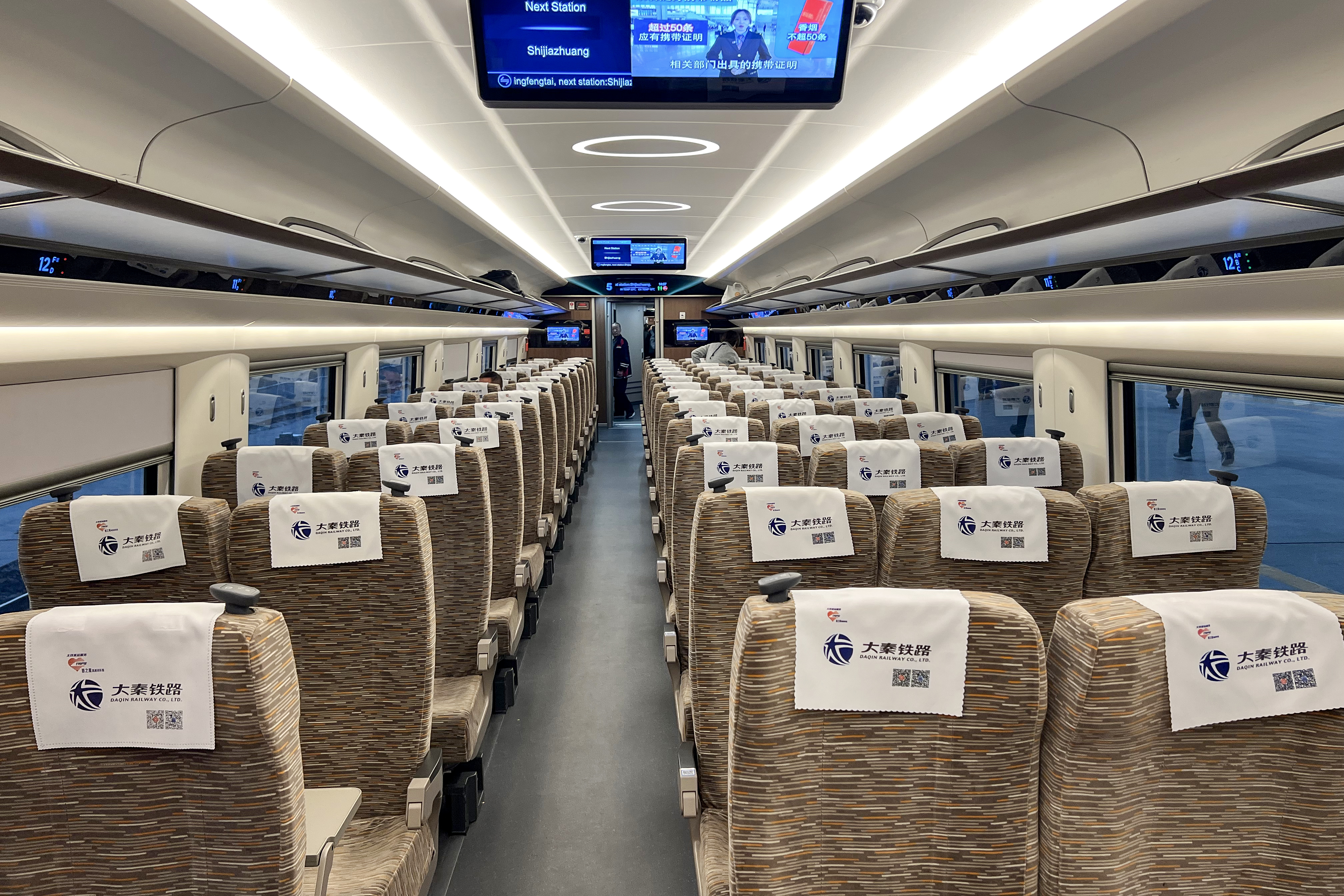
CR400AF-S二等座车厢

##### 臥鋪型（AF-AE）
CR400AF-AE臥鋪動車組以技术提升型动车组CR400AF-S與新頭型CRH2E-NG為基礎，除頭尾車廂配置12席特等座席+45席二等座席共57人外，其餘14輛車廂皆為傳統包廂式軟臥布局，每節定員40人，其中8號車廂為軟臥/餐車合造車，定員18名，其中1間為無障礙設施軟臥包廂（定員2名），餐車布局與技术提升型动车组CR400AF-S系列相同，特色在於09車端連接處與吧檯間設置景觀吧檯作為特色設施之一。特别地，CR400AF-AE卧铺包厢桌面下方配备有英标电源插座，以方便香港旅客。

## 运用状况
2017年2月25日起，中国标准动车组CR400AF和CR400BF隔日重联承担北京西至广州南的G65/68次列车的运输任务，铁路部门将根据这次运营的情况跟踪和旅客反馈，对后续生产的列车做出进一步改进。其间7月3日到7月22日曾调往京沪高铁调试。
2017年6月26日，中国标准动车组开始承担京沪高速动车组列车任务，当日始发车次为双向首发的G123次（下行列车）和G124次（上行列车）。根据运行安排，在6月26日至6月30日间，中国标准动车组承运G123/156次列车和G155/124次列车的运输任务；自7月1日起，将有4对京沪高速列车使用中国标准动车组运行，分别为G1/G142次、G107/G4次、G143/G2次和G3/G12次。
2017年7月27日，根据中国铁路总公司安排，复兴号动车组在京沪高铁开展了时速350公里的体验运营。待2017年9月21日京沪高铁实施新的列车运行图后，复兴号动车组将按时速350公里正式上线运营。这2个试验车次分别是G350727次和G727350次。
2017年8月16日，中国铁路总公司宣布，为配合中共中央总书记习近平关于京津冀协同发展“加快构建快速、便捷、高效、安全、大容量、低成本的互联互通综合交通网络”的指示要求，自8月21日起，扩大复兴号动车组列车开行范围，在京津冀地区安排开行22.5对复兴号动车组列车，通达北京南、武清、天津、北京西、涿州东、高碑店东、高邑西、保定东、石家庄、邢台东等10个车站，其中19.5对为京津城际列车，其余2对为京石高速列车、1对为京广高速列车（已于2017年2月25日起开始担当）。未来复兴号动车组列车的开行范围还将扩大至待开通的京张城际铁路，并对京沪高铁的开行范围作进一步扩大。
2017年8月20日，中国铁路总公司宣布，将于9月21日实行新的列车运行图。届时将安排7对复兴号动车组在京沪高铁以时速350公里运行，分别担当G1/G2、G3/G4、G5/G6、G7/G8、G9/G10、G13/G14、G17/G18次。
随着复兴号动车组正式进入广铁集团车队，2017年9月29日，复兴号动车组开始在京广高速铁路（武广段）及广深港高速铁路运行。在2017年国庆黄金周期间，每天共有5对复兴号列车在京广高速铁路（武广段）及广深港高速铁路运行，分别担当广州南至深圳北G9731/9732次、G9733/9734次、G9735/9736次3对，广州南至长沙南G6110/6119次1对，广州南至岳阳东G6132/1次1对。
2017年10月16日CR400AF投入京广高铁运营，担当福田至北京西的G80/79次列车，后来于2018年6月该车次更换为16节编组的CR400AF-A。
2018年9月23日，随着广深港高速铁路香港段的开通和香港西九龙站的启用，复兴号动车组正式驶入香港，担当京港高速动车组列车、穗港高速動車组列車、昆港高速动车组列车等进港车次。
从2018年11月11日至11月20日，由CR400AF型担当的G83次列车的2号车厢被改用為快递专用车厢，首批2000件4吨快件将随车发往长沙。这是国内首次在复兴号高铁列车上设置快递专用车厢。
2018年12月5日，济南局集团首趟复兴号CR400AF型动车组在青岛站举行发车仪式。约半个小时后，由青岛客运段值乘的G178次列车从青岛站驶出，开往北京方向。
2019年1月5日，CR400AF-B型在京沪高速铁路上线运行，担当G9/16次列车。
2019年9月26日，京雄城际铁路随北京大兴国际机场启用而开通运营，其担当列车为改装了二等座的CR400AF型，首发列车C2701次于当日早上6时56分由北京西站开出，7时26分抵达大兴机场站。
2021年1月22日，随着京沈客运专线全线开通，CR400AF-G型投入运营，担当G915/924次列车。
2021年6月25日，由CR400AF-C為藍本開發的CR400AF-Z、17節編組CR400AF-BZ投入使用，車組號碼分別為CR400AF-Z-2251～2253（其中2253原CR400AF-C-0209）以及CR400AF-BZ-2249、2250，擔當上海虹橋往返北京南的G2、G5、G11、G18、G24、G27次、北京西往返西安北的G55/G60次列車以及成都東往返重慶西的成渝高鐵標竿車次。
2021年7月15日，CR400AF-C型京雄城際自駕智能動車組於京雄城际铁路投入使用。
2022年6月，配合京廣高鐵（北京西～武漢段）實施營運時速350km/h的達速目標增備，武漢局集團自購CR400AF-Z智能配置型投入運營，車組號碼分別為CR400AF-Z-0211～0218，投入8節編組8列（CR400AF-Z）並分別配屬武漢、襄陽以及宜昌，由於非透過國鐵集團集中招標採購關係（地方政府出資），車輛編號採用私人資產車號法則（01XX、02XX），並非國鐵集團的國有資產車號法則（1XXX、2XXX）。主要營運經由京廣高鐵京武段之北京/武漢直達成都、重慶、昆明、西安等各大省會標竿車次。
2022年9月，廣州局、成都局集團自購CR400AF-Z智能配置型，同時成都局集團自購CR400AF標準型投入運營，車組號碼為CR400AF-Z-1041～1043、2257～2271，CR400AF-2254～2256，投入8節編組14列配屬長沙南（2258～2271），3列配屬成都東（AF-Z-1041～AF-Z-1043），3+1列配屬重慶西（AF-2254～AF-2256、AF-Z-2257），此批次CR400AF-Z為BST首批CR400AF-Z智能配置型，並採用國鐵集團的國有資產車號法則（1XXX、2XXX）。廣州局方面主要擔當經由京廣高鐵長沙南/深圳北直達武漢、成都、重慶、昆明、西安、上海虹橋、北京等各大省會標竿車次，遠期擴充至香港西九龍站之所有進港G字頭跨境列車（除往返上海虹橋站由上海局集團擔當G99/100次，往返天津西站由北京局集團擔當G305/6次為例外，其餘進港G字頭跨境列車遠期統一改由配屬長沙南、深圳北動車所的CR400AF-Z重聯或16節編組CR400AF-AZ擔當）。成都局方面則主要擔當成都東/重慶西直達武漢、上海虹橋、北京、昆明、西安、鄭州、蘭州等各大省會標竿車次。此批次CR400AF-Z是自2022年國鐵集團秉持其他路局改採自購，地方政府籌備資金制度以來，首度以國鐵集團名義自購並自籌資金購置。
2023年1月3日，配属广州局的CR400AF-Z开始担当由长沙南站始发，往北京西站的G84次列车，为广州局首趟由智能复兴号担当的车次；翌日深圳北往北京西的G81/82次列车改用配属广州局的复兴号CR400AF-Z智能型动车组，这是广州局在广东省内首发的智能复兴号担当车次。同年4月26日，配属济南局的CR400AF-Z开始用于往来青岛站/青岛北站与北京南站的G1066/1073次、G206/209次、G214/201次、G1070/1079次列车。
2023年7月下旬，國鐵集團採購CR400AF-Z智能配置型投入運營，車組號碼為CR400AF-Z-1044～1058、2286～2310，CR400AF-AZ-2311～2315，投入8節編組8列配屬北京局北京南动车所（AF-Z-2286～AF-Z-2293），15列配屬成都局成都東动车所（AF-Z-1044～AF-Z-1058），14列配屬南昌局（AF-Z-2294～AF-Z-2307，福州南动车所、南昌西动车所各配屬7列），16節編組5列配屬广州局长沙动车所（AF-AZ-2311～AF-AZ-2315），其餘配屬動車段未定。
2024年1月起，國鐵集團採購CR400AF-Z智能配置型投入運營，車組號碼為CR400AF-Z-1059～1063、2316～2340，投入8節編組3列配屬北京局北京南动车所（AF-Z-2316～AF-Z-2318），5列配屬成都局成都东动车所（AF-Z-1059～AF-Z-1063），4列配屬南昌局福州南动车所（AF-Z-2323～AF-Z-2326），2列配屬武汉局武汉动车所（AF-Z-2327～AF-Z-2328），2列配屬济南局青岛动车所（AF-Z-2316～AF-Z-2318），以及14列配屬广州局长沙动车所与深圳动车所（AF-Z-2319～AF-Z-2322、AF-Z-2331～AF-Z-2340）。
2024年6月起，第一批次技术提升型动车组CR400AF-S开始交付并投入运营，车组号码为CR400AF-S-1064～1080、2346～2397，CR400AF-BS-2341～2345，所有车辆根据生产进度分四次交付各个路局。其中第一次交付情况为8节编组5列配属广州局（AF-S-1064～1068），3列配属北京局（AF-S-2346～2348），6列配属济南局（AF-S-2353～2358），6列配属武汉局（AF-S-2349～2352、2359、2360），17节编组5列配属北京局（AF-BS-2341～2345）；第二次交付情况为4列配属广州局（AF-S-0224～0227），4列配属成都局（AF-S-1069～1072）；第三次交付情况为10列配属广州局（AF-S-2362～2371），5列配属济南局（AF-S-2372～2376），5列配属太原局（AF-S-2377～2381）；第四次交付情况为9列配属广州局(1073~1080、2361)，8列配属成都局(2390~2397)，其余暂时未确定。
2024年9月30日起，CR400AF-AE型开始担当京港卧铺动车组列车（北行）；10月1日起，开始担当京港（南行）和沪港卧铺动车组列车。2025年1月5日，南宁局将新配属的CR400AF-S投入邕港高速动车组列车运营。
2025年5月起，昆明局集团首次配属新造的技术提升型动车组CR400AF-S-2426/2427。同批次15列列车中，除昆明局2列外，还有武汉、济南、太原、南宁、广州局集团公司各配属2列，成都局配属3列，相关车体已经陆续发送。
- CR400AF-2032担当的C2060次列车于京津城际铁路北京永定门附近（2018年3月）
- 2018年5月，配属广州局集团广州南动车所的CR400AF担当G86次列车疾驰于沪昆高速铁路金华段
- 配属广州局集团的CR400AF-A担当G6511次列车停靠深圳北站
- CR400AF-G-2215担当的G915次列车驶出北京朝阳站（2021年1月）
- CR400AF-C担当的C2704次列车驶入北京西站（2024年3月）
- CR400AF-Z重联担当的G892次列车行驶在京广高速铁路京西联络线（2023年10月）
- CR400AF-S担当的D1151次列车行驶在京张城际铁路八达岭西线路所（2025年1月）
- CR400AF-BS担当的G8906次驶入北京南站（2024年6月）
- 首班由CR400AF-AE担当的G898次列车行驶在京广高速铁路京西联络线（2024年10月）

### 配属概况
直至2024年12月，533列复兴号CR400AF型动车组列车已出厂。

| 列车型号后缀区分 - 字母带G：高寒型 - 字母带C、Z：智能型 - 字母带S：技术提升型 - 字母带E：臥鋪動車組 - 字母带J：高速綜合檢測列車 - 首字母为A：采用16节编组 - 首字母为B：采用17节编组 | 车号区分 - 00XX：为样版车、試驗專用之車輛 - 01XX、02XX：非國鐵集團採購之車輛或样板车 - 1XXX：为青岛四方阿尔斯通（庞巴迪）生产的列车 - 2XXX：为中车青岛四方机车车辆生产的列车 |

| \| 配属 \| 数量 \| 动车组编号 \| 运用所 \| 备注 \| \| ---------- \| ---- \| ---------------------------------------------------------------------------------------------------------------------------- \| -------- \| ---------------------------------------------------------------------------- \| \| \| \| \| \| \| \| CR400AF \| \| \| \| \| \| 北京局集团 \| 5 \| 2183～2187 \| 北京南 \| 装有LKJ列车运行监控装置 2186、2187两边头车的一等、二等座采用小窗设计 \| \| 北京局集团 \| 23 \| 0207、0208、2002、2004、2006、2007、2009、2010、2012、2014～2016、2023、2034、2047、2048、2142～2144、2179、2181、2182、2213 \| 北京西 \| 0207、0208为样板车 2142～2144的2-8车二等座为2+2布置 2213原车号为2021 \| \| 北京局集团 \| 8 \| 2008、2030、2033、2058、2145、2146、2178、2180 \| 雄安 \| 2145、2146的车二等座为2+2布置 \| \| 广州局集团 \| 15 \| 1006、1010、1015～1020、1022～1025、1040、2226、2228 \| 广州南 \| 1006原車號1001 1040、2226、2228加裝司机室侧门 \| \| 广州局集团 \| 9 \| 1007～1009、1011～1014、1021、1039 \| 潮州 \| 1039加裝司机室侧门 \| \| 广州局集团 \| 31 \| 2011、2017、2024、2026～2028、2035～2038、2040～2046、2051、2053～2055、2057、2060～2062、2064、2130、2131、2133、2227、2229 \| 长沙 \| 2227、2229加裝司机室侧门 \| \| 济南局集团 \| 8 \| 2086、2088～2090、2134、2136～2138 \| 青岛 \| \| \| 济南局集团 \| 12 \| 2085、2087、2091～2094、2139、2141、2162、2163、2230、2231 \| 济南东 \| 2230、2231加裝司机室侧门 \| \| 武汉局集团 \| 15 \| 2124、2125、2128、2151、2154～2156、2159、2164、2171、2172、2174～2177 \| 武汉 \| \| \| 武汉局集团 \| 10 \| 2126、2127、2148～2150、2152、2153、2160、2161、2173 \| 汉口 \| \| \| 成都局集团 \| 17 \| 2005、2013、2025、2031、2032、2049、2135、2140、2236、2244～2248、2254～2256 \| 重庆西 \| 2236、2244～2248、2254～2256加裝司机室侧门 \| \| 上海局集团 \| 15 \| 2222～2225、2232～2235、2237～2243 \| 上海南 \| 全部加裝司机室侧门 \| \| 南宁局集团 \| 16 \| 2001、2003、2022、2039、2050、2052、2056、2059、2063、2129、2132、2147、2157、2158、2165、2170 \| 南宁屯里 \| \| \| \| \| \| \| \| \| CR400AF-A \| \| \| \| \| \| 广州局集团 \| 11 \| 1003、1005、1026、1027、1030、1032、1034～1038 \| 广州南 \| \| \| 广州局集团 \| 19 \| 1001、1002、1004、1028、1029、1031、1033、2065、2066、2069、2071、2073、2077～2079、2098、2105、2194、2195 \| 深圳 \| 1001原车号1002 \| \| 广州局集团 \| 20 \| 2067、2068、2070、2072、2074～2076、2080～2084、2095～2097、2099、2100、2103、2104、2106 \| 长沙 \| \| \| 济南局集团 \| 19 \| 2101、2102、2107～2115、2193、2201～2205、2211、2212 \| 济南东 \| \| \| 武汉局集团 \| 8 \| 2190～2192、2196～2200 \| 武漢 \| \| \| \| \| \| \| \| \| CR400AF-B \| \| \| \| \| \| 北京局集团 \| 13 \| 2116～2123、2206～2210 \| 北京南 \| 2116原车号2117 \| \| \| \| \| \| \| \| CR400AF-G \| \| \| \| \| \| 北京局集团 \| 4 \| 0021、2215～2217 \| 朝阳 \| 0021原为时速400公里跨国互联互通高速动车组项目试验车 2215～2217加装司机室侧门 \| |      | |          |                                                                              |
| 配属 | 数量 | 动车组编号 | 运用所   | 备注                                                                         |
| |      | |          |                                                                              |
| CR400AF |      | |          |                                                                              |
| 北京局集团 | 5    | 2183～2187 | 北京南   | 装有LKJ列车运行监控装置 2186、2187两边头车的一等、二等座采用小窗设计         |
| 北京局集团 | 23   | 0207、0208、2002、2004、2006、2007、2009、2010、2012、2014～2016、2023、2034、2047、2048、2142～2144、2179、2181、2182、2213 | 北京西   | 0207、0208为样板车 2142～2144的2-8车二等座为2+2布置 2213原车号为2021         |
| 北京局集团 | 8    | 2008、2030、2033、2058、2145、2146、2178、2180                                                                               | 雄安     | 2145、2146的车二等座为2+2布置                                                |
| 广州局集团 | 15   | 1006、1010、1015～1020、1022～1025、1040、2226、2228                                                                         | 广州南   | 1006原車號1001 1040、2226、2228加裝司机室侧门                                |
| 广州局集团 | 9    | 1007～1009、1011～1014、1021、1039                                                                                           | 潮州     | 1039加裝司机室侧门                                                           |
| 广州局集团 | 31   | 2011、2017、2024、2026～2028、2035～2038、2040～2046、2051、2053～2055、2057、2060～2062、2064、2130、2131、2133、2227、2229 | 长沙     | 2227、2229加裝司机室侧门                                                     |
| 济南局集团 | 8    | 2086、2088～2090、2134、2136～2138                                                                                           | 青岛     |                                                                              |
| 济南局集团 | 12   | 2085、2087、2091～2094、2139、2141、2162、2163、2230、2231                                                                   | 济南东   | 2230、2231加裝司机室侧门                                                     |
| 武汉局集团 | 15   | 2124、2125、2128、2151、2154～2156、2159、2164、2171、2172、2174～2177                                                       | 武汉     |                                                                              |
| 武汉局集团 | 10   | 2126、2127、2148～2150、2152、2153、2160、2161、2173                                                                         | 汉口     |                                                                              |
| 成都局集团 | 17   | 2005、2013、2025、2031、2032、2049、2135、2140、2236、2244～2248、2254～2256                                                 | 重庆西   | 2236、2244～2248、2254～2256加裝司机室侧门                                   |
| 上海局集团 | 15   | 2222～2225、2232～2235、2237～2243                                                                                           | 上海南   | 全部加裝司机室侧门                                                           |
| 南宁局集团 | 16   | 2001、2003、2022、2039、2050、2052、2056、2059、2063、2129、2132、2147、2157、2158、2165、2170                               | 南宁屯里 |                                                                              |
| |      | |          |                                                                              |
| CR400AF-A |      | |          |                                                                              |
| 广州局集团 | 11   | 1003、1005、1026、1027、1030、1032、1034～1038                                                                               | 广州南   |                                                                              |
| 广州局集团 | 19   | 1001、1002、1004、1028、1029、1031、1033、2065、2066、2069、2071、2073、2077～2079、2098、2105、2194、2195                   | 深圳     | 1001原车号1002                                                               |
| 广州局集团 | 20   | 2067、2068、2070、2072、2074～2076、2080～2084、2095～2097、2099、2100、2103、2104、2106                                     | 长沙     |                                                                              |
| 济南局集团 | 19   | 2101、2102、2107～2115、2193、2201～2205、2211、2212                                                                         | 济南东   |                                                                              |
| 武汉局集团 | 8    | 2190～2192、2196～2200 | 武漢     |                                                                              |
| |      | |          |                                                                              |
| CR400AF-B |      | |          |                                                                              |
| 北京局集团 | 13   | 2116～2123、2206～2210 | 北京南   | 2116原车号2117                                                               |
| |      | |          |                                                                              |
| CR400AF-G |      | |          |                                                                              |
| 北京局集团 | 4    | 0021、2215～2217 | 朝阳     | 0021原为时速400公里跨国互联互通高速动车组项目试验车 2215～2217加装司机室侧门 |

| \| 配属 \| 数量 \| 动车组编号 \| 运用所 \| 备注 \| \| ---------- \| ---- \| ---------------------------------------------------- \| ------ \| ----------------------------------------------------------- \| \| \| \| \| \| \| \| \| \| \| \| \| \| CR400AF-C \| \| \| \| \| \| 北京局集团 \| 1 \| 2214 \| 雄安 \| 2214原车号0210，该车配备ATO及抬頭顯示器，后期加装司机室侧门 \| \| \| \| \| \| \| \| \| \| \| \| \| \| CR400AF-Z \| \| \| \| \| \| 北京局集团 \| 10 \| 2251、2252、2286～2293 \| 石家庄 \| \| \| 成都局集团 \| 5 \| 2253、2257、2316～2318 \| 重庆西 \| 2253为CR400AF-C改造而来 \| \| 成都局集团 \| 14 \| 1041、1043、1047、1049、1052、1055、1057～1063 \| 成都東 \| \| \| 成都局集团 \| 9 \| 1042、1044、1045、1048、1050、1051、1053、1054、1056 \| 贵阳北 \| \| \| 武漢局集团 \| 8 \| 0211～0218 \| 武漢 \| \| \| 南昌局集团 \| 22 \| 0219～0223、2284、2285、2294～2308 \| 南昌西 \| \| \| 南昌局集团 \| 18 \| 2319～2334、2336、2340 \| 厦门北 \| \| \| 廣州局集团 \| 18 \| 2258～2271、2335、2337～2339 \| 长沙 \| \| \| 濟南局集团 \| 14 \| 2272～2283、2309、2310 \| 青島 \| \| \| \| \| \| \| \| \| \| \| \| \| \| \| CR400AF-AZ \| \| \| \| \| \| 廣州局集团 \| 5 \| 2311～2315 \| 长沙 \| \| \| \| \| \| \| \| \| \| \| \| \| \| \| CR400AF-BZ \| \| \| \| \| \| 北京局集团 \| 2 \| 2249、2250 \| 北京南 \| \| |      |                                                      |        |                                                             |
| 配属 | 数量 | 动车组编号                                           | 运用所 | 备注                                                        |
| |      |                                                      |        |                                                             |
| |      |                                                      |        |                                                             |
| CR400AF-C |      |                                                      |        |                                                             |
| 北京局集团 | 1    | 2214                                                 | 雄安   | 2214原车号0210，该车配备ATO及抬頭顯示器，后期加装司机室侧门 |
| |      |                                                      |        |                                                             |
| |      |                                                      |        |                                                             |
| CR400AF-Z |      |                                                      |        |                                                             |
| 北京局集团 | 10   | 2251、2252、2286～2293                               | 石家庄 |                                                             |
| 成都局集团 | 5    | 2253、2257、2316～2318                               | 重庆西 | 2253为CR400AF-C改造而来                                     |
| 成都局集团 | 14   | 1041、1043、1047、1049、1052、1055、1057～1063       | 成都東 |                                                             |
| 成都局集团 | 9    | 1042、1044、1045、1048、1050、1051、1053、1054、1056 | 贵阳北 |                                                             |
| 武漢局集团 | 8    | 0211～0218                                           | 武漢   |                                                             |
| 南昌局集团 | 22   | 0219～0223、2284、2285、2294～2308                   | 南昌西 |                                                             |
| 南昌局集团 | 18   | 2319～2334、2336、2340                               | 厦门北 |                                                             |
| 廣州局集团 | 18   | 2258～2271、2335、2337～2339                         | 长沙   |                                                             |
| 濟南局集团 | 14   | 2272～2283、2309、2310                               | 青島   |                                                             |
| |      |                                                      |        |                                                             |
| |      |                                                      |        |                                                             |
| CR400AF-AZ |      |                                                      |        |                                                             |
| 廣州局集团 | 5    | 2311～2315                                           | 长沙   |                                                             |
| |      |                                                      |        |                                                             |
| |      |                                                      |        |                                                             |
| CR400AF-BZ |      |                                                      |        |                                                             |
| 北京局集团 | 2    | 2249、2250                                           | 北京南 |                                                             |

| \| 配属 \| 数量 \| 动车组编号 \| 运用所 \| 备注 \| \| ---------- \| ---- \| ---------------------------------------------------------------------------------------- \| -------- \| ---- \| \| \| \| \| \| \| \| \| \| \| \| \| \| CR400AF-S \| \| \| \| \| \| 廣州局集团 \| 51 \| 0226、0228～0241、1064～1068、1073～1083、1087、1088、2362～2371、2382～2385、2394～2397 \| 深圳 \| \| \| 廣州局集团 \| 4 \| 0224、0225、0227、0242 \| 长沙 \| \| \| 成都局集团 \| 13 \| 1069～1072、1084～1086、1089～1094 \| 成都东 \| \| \| 成都局集团 \| 15 \| 2386、2387、2403～2406、2419～2422、2430～2432、2439、2440 \| 重庆西 \| \| \| 北京局集团 \| 3 \| 2346～2348 \| 石家庄 \| \| \| 武汉局集团 \| 18 \| 2349～2352、2359、2360、2389～2393、2413、2414、2423～2425、2433、2434 \| 武汉 \| \| \| 济南局集团 \| 8 \| 2353～2358、2435、2436 \| 济南东 \| \| \| 济南局集团 \| 5 \| 2372～2376 \| 青島 \| \| \| 太原局集团 \| 9 \| 2377～2381、2411、2412、2437、2438 \| 太原 \| \| \| 南宁局集团 \| 12 \| 2361、2388、2407～2410、2415～2418、2428、2429 \| 南宁屯里 \| \| \| 昆明局集团 \| 2 \| 2426、2427 \| 昆明南 \| \| \| \| \| \| \| \| \| \| \| \| \| \| \| CR400AF-BS \| \| \| \| \| \| 北京局集团 \| 5 \| 2341～2345 \| 北京南 \| \| |      |                                                                                          |          |      |
| 配属 | 数量 | 动车组编号                                                                               | 运用所   | 备注 |
| |      |                                                                                          |          |      |
| |      |                                                                                          |          |      |
| CR400AF-S |      |                                                                                          |          |      |
| 廣州局集团 | 51   | 0226、0228～0241、1064～1068、1073～1083、1087、1088、2362～2371、2382～2385、2394～2397 | 深圳     |      |
| 廣州局集团 | 4    | 0224、0225、0227、0242                                                                   | 长沙     |      |
| 成都局集团 | 13   | 1069～1072、1084～1086、1089～1094                                                       | 成都东   |      |
| 成都局集团 | 15   | 2386、2387、2403～2406、2419～2422、2430～2432、2439、2440                               | 重庆西   |      |
| 北京局集团 | 3    | 2346～2348                                                                               | 石家庄   |      |
| 武汉局集团 | 18   | 2349～2352、2359、2360、2389～2393、2413、2414、2423～2425、2433、2434                   | 武汉     |      |
| 济南局集团 | 8    | 2353～2358、2435、2436                                                                   | 济南东   |      |
| 济南局集团 | 5    | 2372～2376                                                                               | 青島     |      |
| 太原局集团 | 9    | 2377～2381、2411、2412、2437、2438                                                       | 太原     |      |
| 南宁局集团 | 12   | 2361、2388、2407～2410、2415～2418、2428、2429                                           | 南宁屯里 |      |
| 昆明局集团 | 2    | 2426、2427                                                                               | 昆明南   |      |
| |      |                                                                                          |          |      |
| |      |                                                                                          |          |      |
| CR400AF-BS |      |                                                                                          |          |      |
| 北京局集团 | 5    | 2341～2345                                                                               | 北京南   |      |

| \| 配属 \| 数量 \| 动车组编号 \| 运用所 \| 备注 \| \| ---------- \| ---- \| ---------- \| ------ \| ---- \| \| \| \| \| \| \| \| \| \| \| \| \| \| \| \| \| \| \| \| CR400AF-AE \| \| \| \| \| \| 廣州局集团 \| 5 \| 2398～2402 \| 深圳 \| \| |      |            |        |      |
| 配属 | 数量 | 动车组编号 | 运用所 | 备注 |
| |      |            |        |      |
| |      |            |        |      |
| |      |            |        |      |
| CR400AF-AE |      |            |        |      |
| 廣州局集团 | 5    | 2398～2402 | 深圳   |      |

| \| 配属 \| 数量 \| 动车组编号 \| 运用所 \| 备注 \| \| ------------------------- \| ---- \| ---------------------- \| -------------------- \| ---------------------------------------------------------------------------------------------------------- \| \| \| 1 \| CR400AF-S-0001 \| \| 双层动车组试验车，仅制造1节头车和2节中间车，尚未正式配属动车所 \| \| 廣州鐵路職業技術學院 \| 1 \| CR400AF-Z-GRP01 \| 廣州鐵路職業技術學院 \| 教學用車，動力配置為1M1T \| \| \| \| \| \| \| \| \| \| \| \| \| \| CR400AF-J（綜合检测列车） \| \| \| \| \| \| 中國鐵道科學研究院 \| 1 \| 0002 \| 不適用 \| 检测列车，原为「CR450」试验用车，沿用CR400AF頭型 \| \| \| \| \| \| \| \| CR400AF（公務用車） \| \| \| \| \| \| 中華人民共和國政府 \| 4 \| 2018、2019、2808、2818 \| 专运处 \| 2808、2818的06号车厢构造与CRH380A-2808的06号车相同 2808為12節編組公务车，「復興號」標識為金色 車號僅供參考 \| |      |                        |                      | |
| 配属 | 数量 | 动车组编号             | 运用所               | 备注 |
| | 1    | CR400AF-S-0001         |                      | 双层动车组试验车，仅制造1节头车和2节中间车，尚未正式配属动车所                                             |
| 廣州鐵路職業技術學院 | 1    | CR400AF-Z-GRP01        | 廣州鐵路職業技術學院 | 教學用車，動力配置為1M1T                                                                                   |
| |      |                        |                      | |
| |      |                        |                      | |
| CR400AF-J（綜合检测列车） |      |                        |                      | |
| 中國鐵道科學研究院 | 1    | 0002                   | 不適用               | 检测列车，原为「CR450」试验用车，沿用CR400AF頭型                                                           |
| |      |                        |                      | |
| CR400AF（公務用車） |      |                        |                      | |
| 中華人民共和國政府 | 4    | 2018、2019、2808、2818 | 专运处               | 2808、2818的06号车厢构造与CRH380A-2808的06号车相同 2808為12節編組公务车，「復興號」標識為金色 車號僅供參考 |

## 列车编组
| 车厢型号 - ZY：一等座车（First Class Coach） - ZE：二等座车（Second Class Coach） - SW：商务座车（Business Coach） - ZEC：二等座车／餐车（Second Class Coach／Dining Car） - ZYS：一等／商务座车（First Class／Business Coach） - ZES：二等／商务座车（Second Class／Business Coach） - ZET：二等／特等座车（Second Class／Premier Class Coach） - CA：餐车（Dining Coach） - WR：软卧车（Soft Sleeper） - WRC：软卧车／餐车（Soft Sleeper／Dining Car） | 英文字母意思 - Z：Zuo（拼音），座，座车 - Y：Yi（拼音），一，一等 - E：Er（拼音），二，二等 - C／CA：Can（拼音），餐，餐车 - S／SW：Shang（拼音），商，商务 - W：Wo（拼音），卧，卧车 - T：Te（拼音），特，特等 |

### 8节编组
CR400AF、CR400AF-C、CR400AF-Z、CR400AF-G、CR400AF-S
| 车厢号                                 | 1                                                                                   | 2          | 3                    | 4          | 5                    | 6                    | 7          | 8                                                                                   |
| 动力配置                               | 拖车 带驾驶室 （Tc）                                                                | 动车 （M） | 拖车 带受电弓 （Tp） | 动车 （M） | 动车 （M）           | 拖车 带受电弓 （Tp） | 动车 （M） | 拖车 带驾驶室 （Tc）                                                                |
| 动力配置（公務車）                     | 拖车 带驾驶室 （Tc）                                                                | 动车 （M） | 拖车 带受电弓 （Tp） | 动车 （M） | 拖车 带受电弓 （Tp） | 动车 （M）           | 动车 （M） | 拖车 带驾驶室 （Tc）                                                                |
| 动力单元                               | 单元1                                                                               | 单元1      | 单元1                | 单元1      | 单元2                | 单元2                | 单元2      | 单元2                                                                               |
| 车型                                   | 一等/商务座车                                                                       | 二等座车   | 二等座车             | 二等座车   | 二等座车/餐车        | 二等座车             | 二等座车   | 二等/商务座车                                                                       |
| 车辆编号                               | CR400AF-xxxx CR400AF-C-2214 CR400AF-Z-xxxx CR400AF-G-xxxx CR400AF-S-xxxx ZYS xxxx01 | ZE xxxx02  | ZE xxxx03            | ZE xxxx04  | ZEC xxxx05           | ZE xxxx06            | ZE xxxx07  | CR400AF-xxxx CR400AF-C-2214 CR400AF-Z-xxxx CR400AF-G-xxxx CR400AF-S-xxxx ZES xxxx00 |
| 定员                                   | 5+28                                                                                | 90         | 90                   | 75         | 63                   | 90                   | 90         | 5+40                                                                                |
| 定員 （2017、2142～2146）              | 5+24                                                                                | 60         | 60                   | 48         | 42                   | 60                   | 60         | 5+28                                                                                |
| 定员 （前期AF-Z、AF-C-2214）           | 6+28                                                                                | 90         | 90                   | 75         | 63                   | 90                   | 90         | 6+40                                                                                |
| 定员 （后期AF-Z）                      | 5+28                                                                                | 90         | 90                   | 75         | 63                   | 90                   | 90         | 6+40                                                                                |
| 定员 （AF-S技術提升型）                | 5+32                                                                                | 93         | 93                   | 78         | 83                   | 93                   | 93         | 6+43                                                                                |
| 公务车（2018～2020、2029、2369、2818） |                                                                                     |            |                      |            |                      |                      |            |                                                                                     |
| 车型                                   | 一等座车                                                                            | 餐车       | 软卧车               | 软卧车     | 软卧车               | 软卧车               | 软卧车     | 一等座车                                                                            |
| 车辆编号                               | CR400AF-xxxx ZY xxxx01                                                              | CA xxxx02  | WR xxxx03            | WR xxxx04  | WR xxxx05            | WR xxxx06            | WR xxxx07  | CR400AF-xxxx ZY xxxx00                                                              |
| 定员                                   | 7+24                                                                                | /          | 2+36                 | 2+36       | 2+36                 | 24                   | 2+14       | 7+24                                                                                |

- xxxx：列车编号。
- 0207、0208在量产化前，第2，3，6，车定员85人，因此全车总定员为556人，现时进行改造后与量产车一致。
- 早期量产车的二等座设553个席位，因此全车总定员为591人，后来改为现时的576人。
- 2018～2020、2029、2369、2818为国铁集团专运处卧铺公务车，1、3车为一等座，2车为餐车，4-8车为软卧车，定员231人。
- 2017、2142～2146为京雄城际铁路北京西至大兴机场段专用的列车，2-8车的二等座全部改为2+2座椅布局，并同时增加4个大件行李区；保留1、8车商务座椅及1车的一等座椅，1车厢一等座第一排改为大件行李区，全车定员由量产型的576人调整为392人。
- 智能型号动车组CR400AF-Z、CR400AF-C-2214的商务座为反鱼骨配置，采用1+1座椅布局。
- 2023年11月起生产的后期型CR400AF-Z的1车与8车商务座采取不同配置，1车为5个蛋壳式座椅，8车为6个鱼骨式座椅，全车定员577人[24]。

### 12节编组
CR400AF-2808（12節編組专运处卧铺公务车）
| 车厢号   | 1                      | 2          | 3                    | 4          | 5                    | 6          | 7          | 8          | 9          | 10         | 11         | 12                     |
| 动力配置 | 拖车 带驾驶室 （Tc）   | 动车 （M） | 拖车 带受电弓 （Tp） | 动车 （M） | 拖车 带受电弓 （Tp） | 动车 （M） | 动车 （M） | 拖车 （T） | 拖车 （T） | 动车 （M） | 拖车 （T） | 拖车 带驾驶室 （Tc）   |
| 动力单元 | 单元1                  | 单元1      | 单元1                | 单元1      | 单元2                | 单元2      | 单元2      | 单元2      | 单元3      | 单元3      | 单元3      | 单元3                  |
| 车型     | 一等座车               | 餐车       | 软卧车               | 软卧车     | 软卧车               | 软卧车     | 软卧车     | 软卧车     | 软卧车     | 软卧车     | 软卧车     | 一等座车               |
| 车辆编号 | CR400AF-2808 ZY 280801 | CA 280802  | WR 280803            | WR 280804  | WR 280805            | WR 280806  | WR 280807  | WR 280808  | WR 280809  | WR 280810  | WR 280811  | CR400AF-2808 ZY 280800 |
| 定员     | 7+24                   | /          | 2+36                 | 2+36       | 2+36                 | 2+36       | 2+36       | 2+36       | 2+36       | 24         | 2+14       | 7+24                   |

### 16节编组
CR400AF-A、CR400AF-AZ、CR400AF-AE
| 车厢号         | 1                                        | 2          | 3                    | 4          | 5          | 6                    | 7          | 8           | 9             | 10         | 11                   | 12         | 13         | 14                   | 15         | 16                                        |
| 动力配置       | 拖车 带驾驶室 （Tc）                     | 动车 （M） | 拖车 带受电弓 （Tp） | 动车 （M） | 动车 （M） | 拖车 带受电弓 （Tp） | 动车 （M） | 拖车 （T）  | 拖车 （T）    | 动车 （M） | 拖车 带受电弓 （Tp） | 动车 （M） | 动车 （M） | 拖车 带受电弓 （Tp） | 动车 （M） | 拖车 带驾驶室 （Tc）                      |
| 动力单元       | 单元1                                    | 单元1      | 单元1                | 单元1      | 单元2      | 单元2                | 单元2      | 单元2       | 单元3         | 单元3      | 单元3                | 单元3      | 单元4      | 单元4                | 单元4      | 单元4                                     |
| 车型           | 商务座车                                 | 一等座车   | 二等座车             | 二等座车   | 二等座车   | 二等座车             | 二等座车   | 二等座车    | 二等座车/餐车 | 二等座车   | 二等座车             | 二等座车   | 二等座车   | 二等座车             | 一等座车   | 一等/商务座车                             |
| 车辆编号       | CR400AF-A-xxxx CR400AF-AZ-xxxx SW xxxx01 | ZY xxxx02  | ZE xxxx03            | ZE xxxx04  | ZE xxxx05  | ZE xxxx06            | ZE xxxx07  | ZE xxxx08   | ZEC xxxx09    | ZE xxxx10  | ZE xxxx11            | ZE xxxx12  | ZE xxxx13  | ZE xxxx14            | ZY xxxx15  | CR400AF-A-xxxx CR400AF-AZ-xxxx ZYS xxxx00 |
| 定员           | 5+12                                     | 60         | 90                   | 90         | 90         | 90                   | 90         | 75          | 48            | 90         | 90                   | 90         | 90         | 90                   | 60         | 5+28                                      |
| 定员 （AF-AZ） | 6+16                                     | 60         | 90                   | 90         | 90         | 90                   | 90         | 75          | 48            | 90         | 90                   | 90         | 90         | 90                   | 60         | 6+28                                      |
| CR400AF-AE     |                                          |            |                      |            |            |                      |            |             |               |            |                      |            |            |                      |            |                                           |
| 车型           | 二等/特等座车                            | 软卧车     | 软卧车               | 软卧车     | 软卧车     | 软卧车               | 软卧车     | 软卧车/餐车 | 软卧车        | 软卧车     | 软卧车               | 软卧车     | 软卧车     | 软卧车               | 软卧车     | 二等/特等座车                             |
| 车辆编号       | CR400AF-AE-xxxx ZET xxxx01               | WR xxxx02  | WR xxxx03            | WR xxxx04  | WR xxxx05  | WR xxxx06            | WR xxxx07  | WRC xxxx08  | WR xxxx09     | WR xxxx10  | WR xxxx11            | WR xxxx12  | WR xxxx13  | WR xxxx14            | WR xxxx15  | CR400AF-AE-xxxx ZET xxxx00                |
| 定员           | 12+45                                    | 40（60）   | 40（60）             | 40（60）   | 40（60）   | 40（60）             | 40（60）   | 18（27）    | 40（60）      | 40（60）   | 40（60）             | 40（60）   | 40（60）   | 40（60）             | 40（60）   | 12+45                                     |

- xxxx：列车编号。
- CR400AF-AZ的商务座为反鱼骨配置，采用1+1座椅布局。
- CR400AF-AE軟臥車定員40名，兩端頭車設定特等座和二等座合造車，兩端定員各57名（12席特等座+45席二等座）。8號車廂為软卧/餐车合造車，定員18名。

### 17节编组
CR400AF-B、CR400AF-BZ、CR400AF-BS
| 车厢号         | 1                                                        | 2          | 3                    | 4          | 5          | 6                    | 7          | 8          | 9             | 10         | 11                   | 12         | 13         | 14                   | 15         | 16         | 17                                                        |
| 动力配置       | 拖车 带驾驶室 （Tc）                                     | 动车 （M） | 拖车 带受电弓 （Tp） | 动车 （M） | 动车 （M） | 拖车 带受电弓 （Tp） | 动车 （M） | 拖车 （T） | 拖车 （T）    | 动车 （M） | 拖车 带受电弓 （Tp） | 动车 （M） | 动车 （M） | 拖车 带受电弓 （Tp） | 动车 （M） | 拖车 （T） | 拖车 带驾驶室 （Tc）                                      |
| 动力单元       | 单元1                                                    | 单元1      | 单元1                | 单元1      | 单元2      | 单元2                | 单元2      | 单元2      | 单元3         | 单元3      | 单元3                | 单元3      | 单元4      | 单元4                | 单元4      | 单元4      | 单元4                                                     |
| 车型           | 商务座车                                                 | 一等座车   | 二等座车             | 二等座车   | 二等座车   | 二等座车             | 二等座车   | 二等座车   | 二等座车/餐车 | 二等座车   | 二等座车             | 二等座车   | 二等座车   | 二等座车             | 二等座车   | 一等座车   | 一等/商务座车                                             |
| 车型 （AF-BS） | 商务座车                                                 | 一等座车   | 二等座车             | 二等座车   | 二等座车   | 二等座车             | 二等座车   | 二等座车   | 二等座车/餐车 | 二等座车   | 二等座车             | 二等座车   | 二等座车   | 二等座车             | 二等座车   | 一等座车   | 優選一等/商务座车                                         |
| 车辆编号       | CR400AF-B-xxxx CR400AF-BZ-xxxx CR400AF-BS-xxxx SW xxxx01 | ZY xxxx02  | ZE xxxx03            | ZE xxxx04  | ZE xxxx05  | ZE xxxx06            | ZE xxxx07  | ZE xxxx08  | ZEC xxxx09    | ZE xxxx10  | ZE xxxx11            | ZE xxxx12  | ZE xxxx13  | ZE xxxx14            | ZE xxxx15  | ZY xxxx16  | CR400AF-B-xxxx CR400AF-BZ-xxxx CR400AF-BS-xxxx ZYS xxxx00 |
| 定员           | 5+12                                                     | 60         | 90                   | 90         | 90         | 90                   | 90         | 75         | 48            | 90         | 90                   | 90         | 90         | 90                   | 90         | 60         | 5+28                                                      |
| 定员 （AF-BZ） | 6+16                                                     | 60         | 90                   | 90         | 90         | 90                   | 90         | 75         | 48            | 90         | 90                   | 90         | 90         | 90                   | 90         | 60         | 6+28                                                      |
| 定员 （AF-BS） | 6+14                                                     | 62         | 93                   | 93         | 93         | 93                   | 93         | 78         | 73            | 93         | 93                   | 93         | 93         | 93                   | 93         | 62         | 5+24                                                      |

- xxxx：列车编号。
- CR400AF-BZ的商务座为反鱼骨配置，采用1+1座椅布局。
- CR400AF-BS的17車一等座區域為優選一等座。

## 海外出口

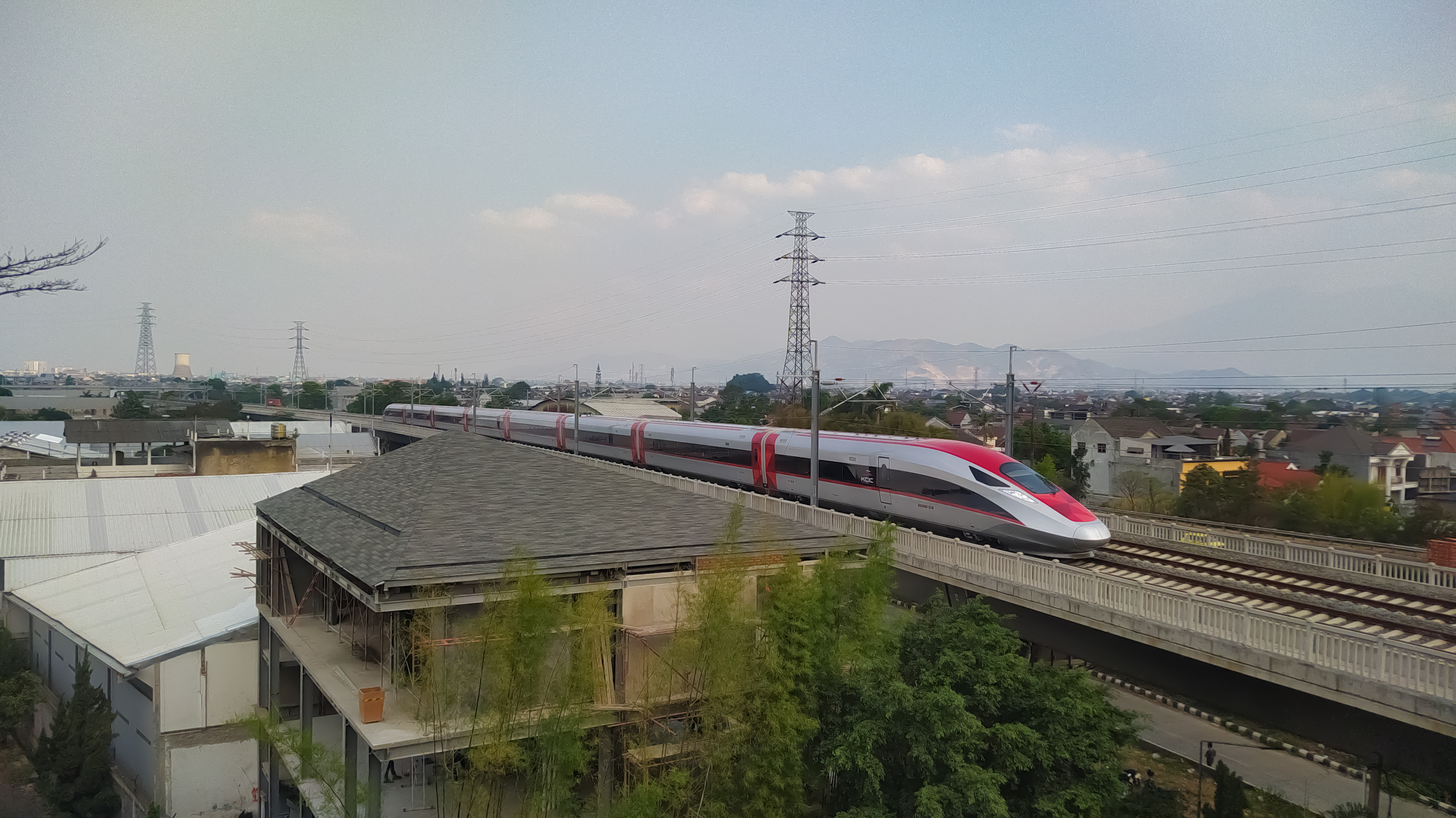
一列KCIC400AF列车行驶于万隆附近

2021年1月15日，当时中国中铁在印度尼西亚兴建的雅万高铁项目 “云开放日”暨《中国中铁印度尼西亚社会责任报告》发布会在北京举办。在本次发布会上，中铁集团发布了关于印尼高铁计划的官方宣传片。宣传片中提到该高铁项目将使用复兴号电力动车组。而宣傳片的片段中出现的列车则以本系列動車組为蓝本进行改进的。
按照预定合同，雅万高铁项目列車需求為定制的“印尼版复兴号”KCIC400AF（8輛編組x11列）以及高速綜合檢測列車專用版本之KCIC400AF-CIT（8輛編組x1列）。
2023年8月21日，KCIC列车中的第1組高速動車組和1組綜合檢測列車在青岛港装船，并于9月1日运抵雅加達港，这是该项目首批运抵印尼的列车。项目在当时预定2023年6月开通，不过因为列车调试等原因一直推迟开通时间。直到2023年10月2日，印尼总统佐科·維多多宣布雅万高铁正式启用，并在10月17日正式开通运营，成为复兴号列车系列中首个在海外出口的高铁列车。

## 故障
- 2017年3月21日，由北京西开往广州南的G65次列车（编号CR400AF-0207）运行至京广高速线邢台东-安阳东区间发生故障，列车降速运行至郑州东站处理未果，停车2小时后全列车乘客换乘热备CRH380A列车继续行程。
- 2018年2月20日，由北京西开往福田的G79次列车（编号CR400AF-2022与CR400AF-2026重联）运行至京广高速线下行线，因设备速度传感器运行中检测到滑行，导致ATP输出制动停车，使G817、G825等班次列车受到阻延，並造成多趟高铁列车晚点。
- 2018年3月24日，由天津开往北京南的C2034次城际列车（编号CR400AF-2034）发车时无动力，临时更换为因多次故障而被暂停运营的CR400BF-5033运行。
- 2018年8月12日23时04分，由杭州东开往北京南的G40次列车（编号CR400AF-2017与CR400AF-2047重联）在廊坊市万庄镇受到大风刮起的彩钢板撞击2017车组发生故障，造成京沪高速线廊坊段接触网断电，G40次列车及其后续列车晚点。G40次列车于次日凌晨4时许由DF11型0420号内燃机车牵引至北京南站[57]。

## 备注
1. ↑  括号内为卧代座状态定员

## 外部連結
- 一分钟读懂高铁复兴号（页面存档备份，存于）